# Paularo
Paularo (Paulâr in friulano) è un comune italiano di 2 282 abitanti del Friuli-Venezia Giulia.

## Geografia fisica
Il territorio del comune si trova in Carnia orientale, in una valle denominata Valle d'Incarojo o Val Chiarsò o Valle di Paularo, compresa tra i 400 e i 2 199 metri s.l.m., con il capoluogo ubicato a 690 metri s.l.m., ma distribuito tra i 514 ed i 2199 metri s.l.m.. È collegata a sud-ovest alla Valle del But passando per Arta Terme e da qui a Tolmezzo, alla Val Pontaiba di Treppo Ligosullo a ovest tramite il Passo Duron, ad est alla Val Pontebbana di Pontebba tramite la Val di Lanza e il Passo del Cason di Lanza, mentre a sud-est oltre la linea di cresta montuosa si estende la Val d'Aupa in territorio del comune di Moggio Udinese, che la dividono dalla zona del Canal del Ferro - Val Canale.

### Orografia
Complessivamente la Valle è circondata dai monti:
- Cuestaltä / Hoher Trieb (2199 m), Zermula (Germùlä) (2143 m), Ludìn / Findenigkofel (2015 m) e Pizzul (Piçûl) (1985 m) a nord;
- Tersadiä (1959 m), Castoiä (1231 m) e Cuc (1804 m) a ovest;
- Salincjê (1857 m) e Giòu (1242 m) a est;
- Sernio (2187 m), Flop (1715 m), Creta di Mezzodì (Cretä di Mišdì) (1806 m),  Palasecca (Paläsecjä) (1929 m) e Grauzaria (Grauçâriä) (2066 m) a sud.

### Idrografia
Il Chiarsò (Cjarsòn), da cui la valle prende il nome (Val Chiarsò), è il torrente che si snoda lungo l'intero territorio e il suo nome, di origine preromana, potrebbe significare la presenza di luoghi rocciosi lungo il torrente. Nasce a 985 m, presso la Stuä di Ramaç dall'unione dei rii Cercevesjä e Malinfiér, e termina a Cedarchis dove affluisce nel But. Dopo la suddetta confluenza, riceve il Maiôr, il Rù Tamai e il Ruàt; a seguire, nel centro del paese, con la Minišchìtä, il Rutàndi, l'Orteglàs, la Turieä, la Muê e, per ultimo, con i rii Benedet e Poi.
Nella Valle d'Incarojo scorrono altresì le acque della:
- cascata di Salino nell'omonima frazione;
- cascata das Glîrs a Meledis lungo l'arteria che conduce al confine di Stato con l'Austria;
- cascata da Nasjä tra Prabòn e Pizzûl,

e zampillano due fonti d'acqua: la ferruginosa a Rufòsc e la solforosa ad Aonêš.

### Clima

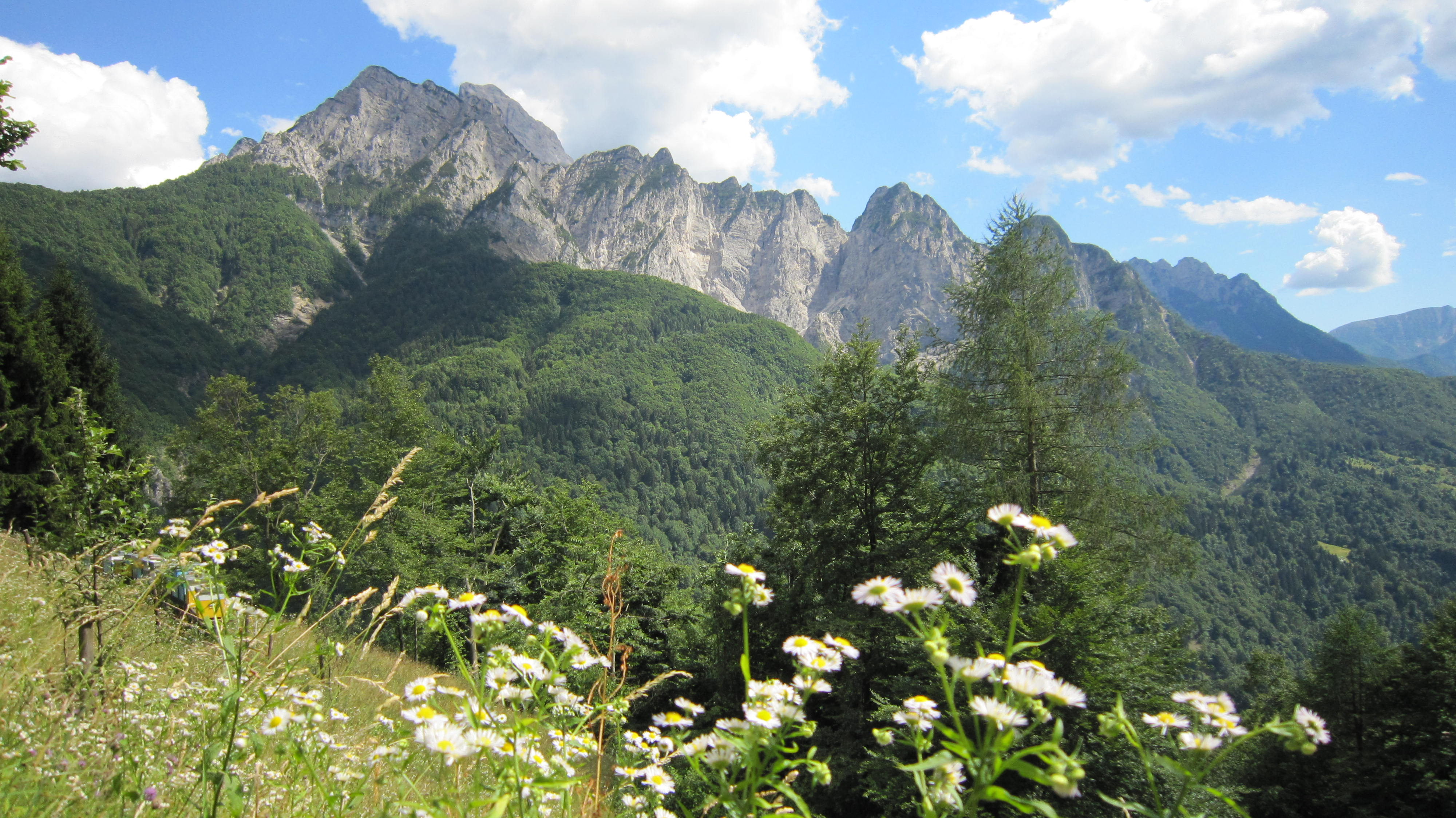
Segmento del monte Sernio

Il clima della zona, pur trattandosi di area alpina, è mite in quanto fortemente protetta dai venti dai quadranti nord-orientali. Le temperature medie annue oscillano attorno ai 9,6 °C. La primavera presenta caratteristiche invernali nella prima parte di marzo per poi mitigarsi agli inizi di aprile quando le temperature minime non risultano più negative. Le medie stagionali primaverili sono comprese tra i 6 e gli 8 °C. Il periodo in cui è possibile superare i 30 °C va da giugno ad agosto; solo eccezionalmente vengono superati i 35 °C. L'inverno non è più particolarmente rigido, con le temperature medie stagionali che oscillano tra i 1,5 °C e i −5 °C, e nemmeno piovoso.

## Origini del nome
Il nome deriva da "pabolarium" (pascolo) oppure da "povui-poulars", luogo di ippocastani, come testimoniano gli unici secolari esemplari arborei di piazza Julia, eredi di ben più vasta piantagione. Un'antica pergamena reca a tal proposito uno scritto: "Poularij di Incaroj, anno 1471".
(Incipit di un libro dell'architetto, matematico e meteorologo friulano Giovanni Battista Bassi dedicato "ai buoni valligiani d'Incarojo" il 30 novembre 1861.)

## Storia
Nel 705 sulle montagne della Valle d'Incarojo si svolsero alcune battaglie tra i Longobardi e gli Slavi.
Il 31 agosto 1037 il Patriarca Poppone, assegna con il suo testamento “omni que vocatur Pizzul” alla Chiesa di Aquileia. Un documento del 30 dicembre 1275 riconosce dinnanzi al Patriarca Gregorio di Montelongo di avere “decime" a Villa di Mezzo d'Incarojo (oggi Villamezzo). Un atto testamentario di Stropatius che riporta la data del 1309, cita Villa de Fur (oggi Villafuori) e Tavella di Salino.

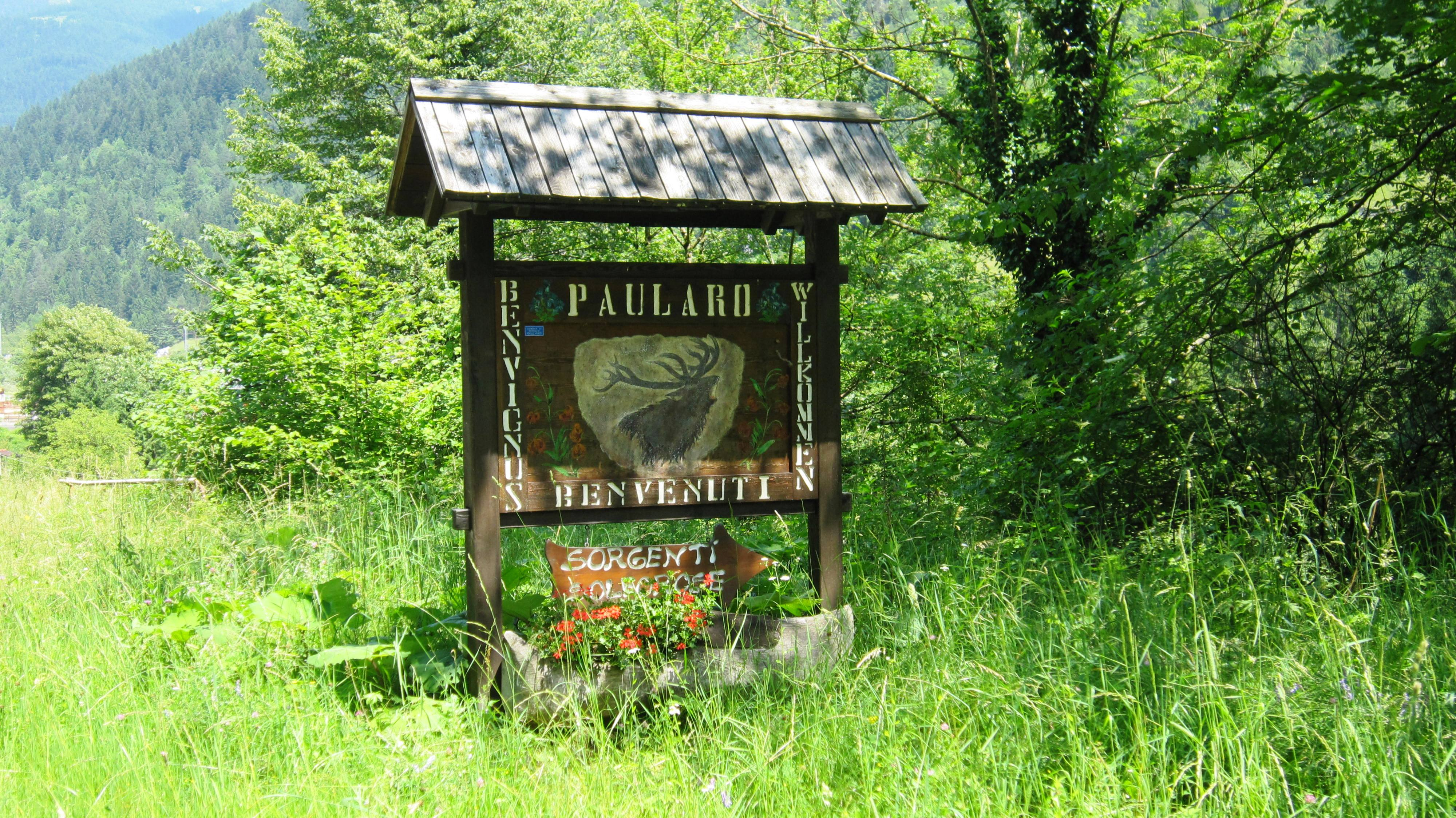
Benvenuto all'ingresso del capoluogo

Il 16 luglio 1420 ebbe fine la lotta tra il Patriarcato di Aquileia e la Serenissima Repubblica di Venezia. La Valle d'Incarojo passò sotto l'egida della Patria Veneta, mentre sotto il profilo ecclesiastico rimaneva alle dipendenze della potestà patriarcale. La suddivisione amministrativa della Valle durante la dominazione veneta era costituita dai comuni di Villamezzo (con le frazioni di Villafuori e Rio); Paularo (con Misincinis e Casaso); Dierico; Salino (con i borghi di Lambrugno, Tavella e Castoia); Trelli (con la frazione di Chiaulis). Tale suddivisione rimase in vigore fino agli inizi del secolo XIX. Il 30 agosto 1478 venne combattuta la Battaglia di Lanza contro i Turchi che aspiravano ad appropriarsi dell'intera Valle e di altre valli carniche. Nell'anno 1692, un'alluvione distrugge totalmente la canonica del capoluogo.
Nel 1700, Jacopo Linussio, nativo del posto e studente a Villach (Austria), divenuto un noto ed affermato imprenditore dell'industria tessile in Carnia creò numerosi laboratori tessili garantendo un'occupazione alla popolazione carnica mai vista prima e chiaramente anche per l'area paularina fu un periodo particolarmente fiorente. A testimonianza di oltre quattro secoli di dominio della Serenissima Repubblica Veneta è un cippo confinario, in pietra, noto come di “Maria Teresa” tutt'oggi visibile a Valbertat Bassa che riporta scolpita la data del 1777 con impresso su un lato il leone di San Marco e sull'altro lo stemma del ducato di Carinzia.
Il 24 dicembre 1709 un incendio annientò il prezioso archivio dell'allora comune di Villa di Mezzo (oggi frazione di Villamezzo) che disponeva di un'importante documentazione che ricostruiva in maniera completa e accurata la storia della Valle d'Incarojo, fino a quella data. Malgrado l'evento sono stati reperiti atti custoditi negli archivi delle Valli contermini che offrono, pur in maniera non precisa e assai frammentata, dei cenni storici riferiti agli anni antecedenti la distruzione archivistica villamezzina.
Nel 1797 la Valle passa all'Austria a seguito della sconfitta del Sovrano asburgico Francesco II (Trattato di Campoformio). Nel 1805 annessione della Valle al Regno d'Italia creato da Napoleone I.

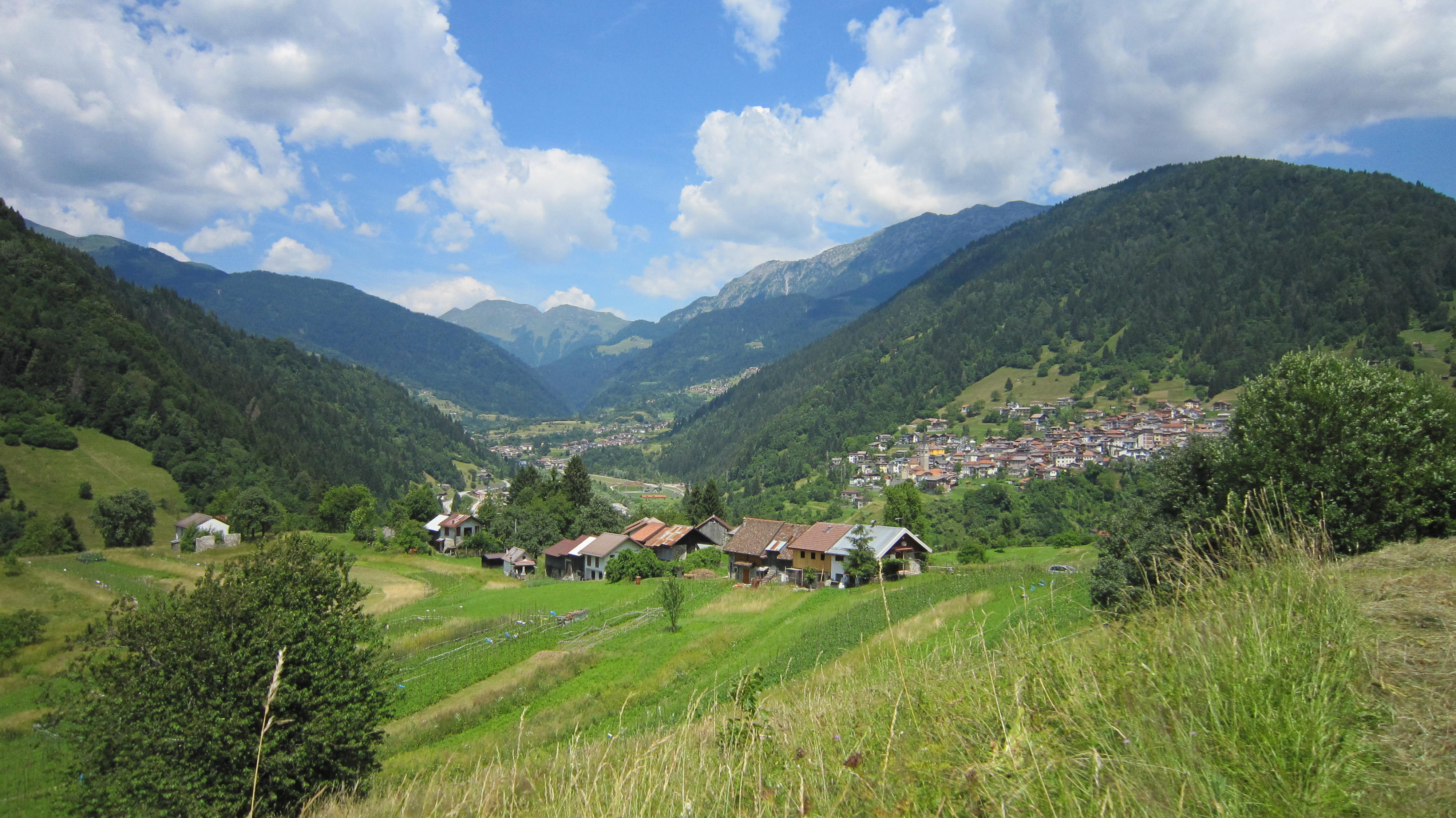
Panoramica sud del centrovalle

Nel 1814 con la caduta di Napoleone Bonaparte la Valle d'Incarojo nuovamente torna in territorio austriaco. Nel 1866 la Carnia e con essa Paularo divennero territorio italiano. Da questo anno in poi divenne una frequentata località turistica caratterizzata in seguito anche da una massiccia presenza militare del Corpo degli Alpini ospitati nelle due caserme in via Roma e via Piave; esse furono edificate dal Ministero della Difesa italiano nel 1940 per la Guardia di Frontiera ma rimasero inutilizzate a causa della guerra; solamente dal 1962 al 1975 vi furono ospitate una compagnia di alpini ed una batteria di artiglieria da montagna.
Nel 1913 iniziarono i lavori della strada Duron, lunga sei chilometri, resa camionabile tra il 1939-1940 e di competenza provinciale nel successivo 1960. La nuova arteria farà da anello di congiunzione tra la strada provinciale valle d'Incaroio e la strada statale 52 bis per monte Croce Carnico al confine con l'Austria.
Il 14 settembre 1915 (prima guerra mondiale) sul monte Zermula avvenne il bombardamento che coinvolse militari austriaci contro i militari italiani. Il 2 aprile 1917 a Casera Turiee una valanga travolgeva la sede del Comando Battaglione Alpini "Monte Granero". Tra i numerosi militari che persero la vita anche il loro comandante, maggiore Vincenzo Arbarello.

Tra il 1936 e il 1941 viene realizzata un'altra importante arteria di comunicazione tra il centrovalle e Ramaz (9 chilometri) e Ramaz a Pontebba (24 chilometri) necessaria al consorzio comunale Paularo-Arta Terme-Moggio Udinese-Pontebba.

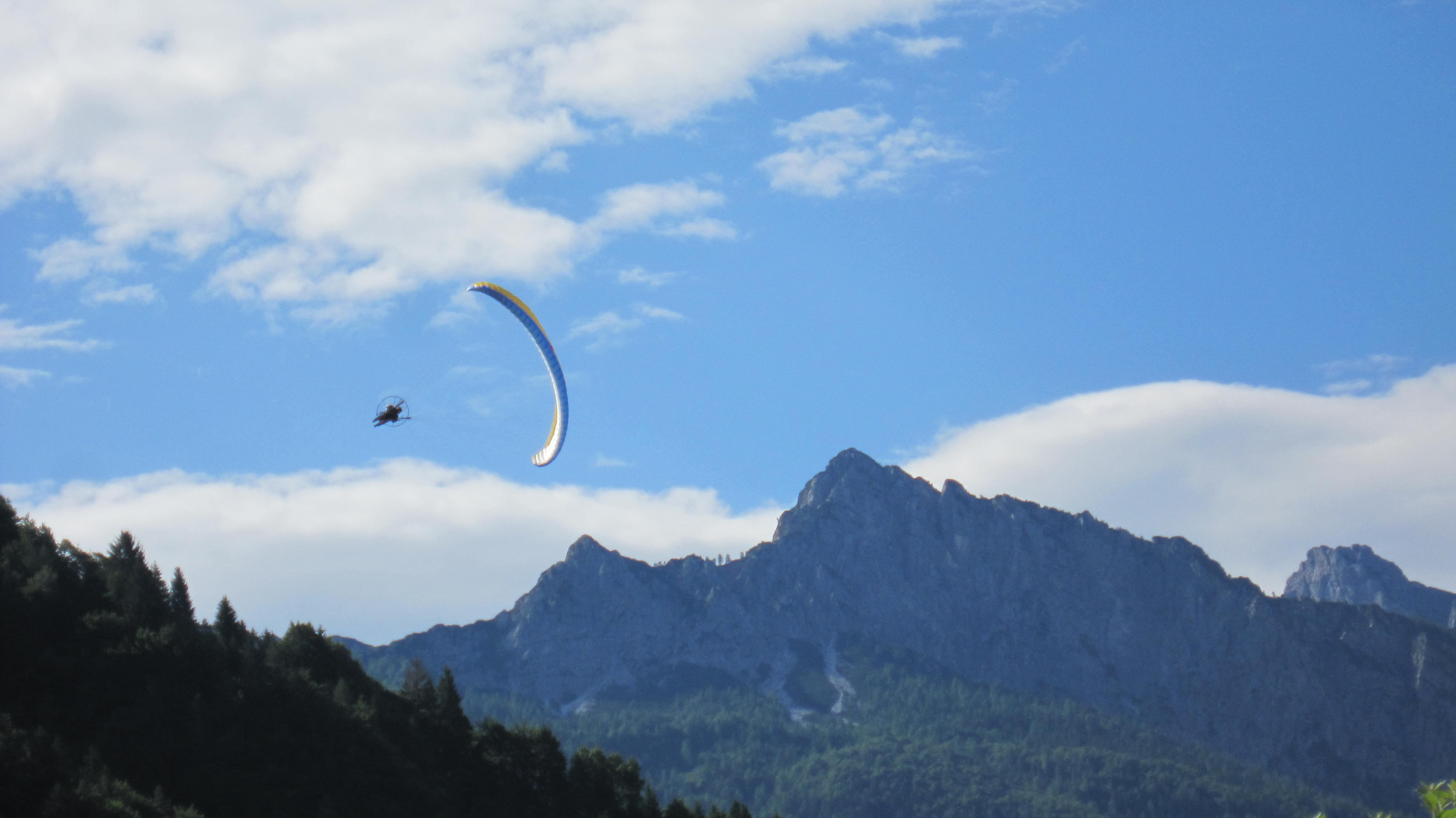
Volo con parapendio

Il 5 giugno 1944 i partigiani garibaldini entrarono a Paularo distruggendo, come primo atto, la sede del Fascio ubicata di fronte all'attuale Monumento ai Caduti di tutte le Guerre e nel pomeriggio uno stormo di cacciabombardieri diretti in Germania sorvolarono l'intera Valle. Il 9 ottobre, alle ore 04:00 del mattino, un ordine del comandante dei partigiani e l'aiuto di un garibaldino locale esperto di dinamite, fa distruggere il "ponte di ferro" che consente l'ingresso al capoluogo provenendo da Tolmezzo.  L'11 ottobre nel corso di un'operazione di rastrellamento durante la seconda guerra mondiale, circa 300 residenti furono arrestati e deportati nei campi di concentramento tedeschi.
Nel 1951 il Comune raggiunge il più alto numero di cittadini residenti del secolo: 4 412 abitanti. Il 10 e l'11 settembre 1983 la valle fu investita da un'intensa alluvione che modificò permanentemente parte della morfologia e della viabilità del fondovalle capoluogo. Il 3 aprile 2022 ha ricevuto dalla Commissione Europea il riconoscimento di Villaggio degli Alpinisti. È il 6º paese in Italia e il 38° in Europa.

### Simboli
Lo stemma comunale, rappresentato in uno scudo sannitico, è stato concesso con il Decreto del presidente della Repubblica n. 2373 dell'8 luglio 1980.
(D.P.R. 8 luglio 1980)
Le tre torri ricordano i tre fortilizi che per diversi secoli hanno provveduto alla difesa del paese, il primo innalzato sopra la zona Duron, che poneva in comunicazione le valli di Treppo, Paluzza e Valcalda, l'altro sopra la frazione di Dierico che dominava il canale d'Incarojo e il terzo con torre e tempietto pagano era posto sopra il colle che dominava Paularo sul quale ora si eleva la chiesa Parrocchiale. Inoltre la prima torre simboleggia l'assieme delle Ville a Nord, quella centrale il Capoluogo e la terza la popolazione del canale lungo il corso del torrente Chiarsò; verso sud; esse poggiano su uno scosceso fondo rosso simbolo delle ripide e rocciose montagne della Valle.

## Monumenti e luoghi d'interesse

### Architetture religiose

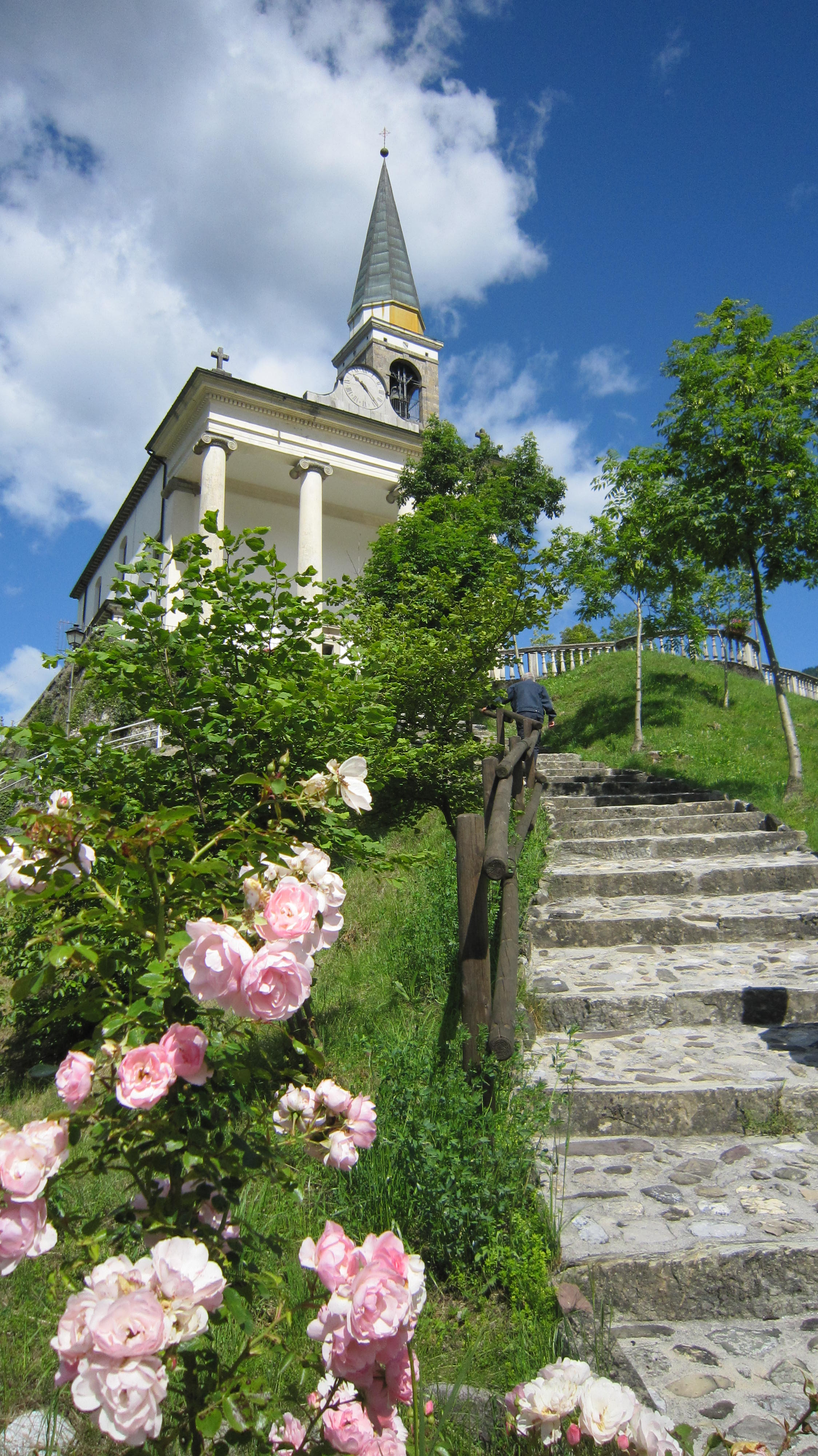
127 gradini conducono alla parrocchiale dei SS. Vito, Modesto e Crescenzia martiri

- Chiesa parrocchiale di Paularo dedicata ai santi patroni Vito, Modesto e Crescenzia martiri; poggia le basi su una preesistente chiesa del Quattrocento ma l'attuale edificio sacro è stato costruito attorno al 1750 su progetto di Domenico Schiavi. L'interno è stato affrescato da Antonio Schiavi (fratello di Domenico) della scuola veneziana del periodo Tiepolo-Piazzetta e rappresenta un capolavoro assoluto.

La Chiesa custodisce tra le altre: due opere di pittore locale posizionate nelle pareti del battistero ("la moltiplicazione dei pani e dei pesci" e "le nozze di Cana"); nella cupola altre due opere ("la Trinità in gloria" e "i "quattro dottori della Chiesa" Agostino, Girolamo, Ambrogio, papa Gregorio I); altre due tele, a olio su tela, nell'altare delle anime purganti (1803) e una in quello di san Valentino rappresentante la Madonna in trono con bambino e i santi Valentino, Agostino, Gerolamo e Giovanni Battista; un magnifico Crocifisso, a grandezza quasi naturale del XVI secolo circa; l'altare marmoreo offerto da Jacopo Linussio (lo ricorda una lapide bianca sul retro con l'epigrafe D.O.M. Jacobi Linussi, pietate MDCCCXLVII) con le statue dei Santi Vito e Modesto ai due lati, con in mano una palma segno del loro martirio, e al centro il Salvatore con un vessillo dorato; il tabernacolo la cui parte è stata dipinta da Antonio Schiavi in pittura su metallo con fogli d'oro zecchino e ossidi metallici; il battistero del XVI secolo e l'organo del 1764.
Centoventisette sono i gradini necessari per raggiungere l'ingresso della chiesa parrocchiale partendo dal primo costruito accanto all'ingresso dello storico palazzo Calice-Screm: novantatré fino al ballatoio panoramico, altri trentaquattro da quest'ultimo al portale d'ingresso disegnato da Domenico Schiavi;

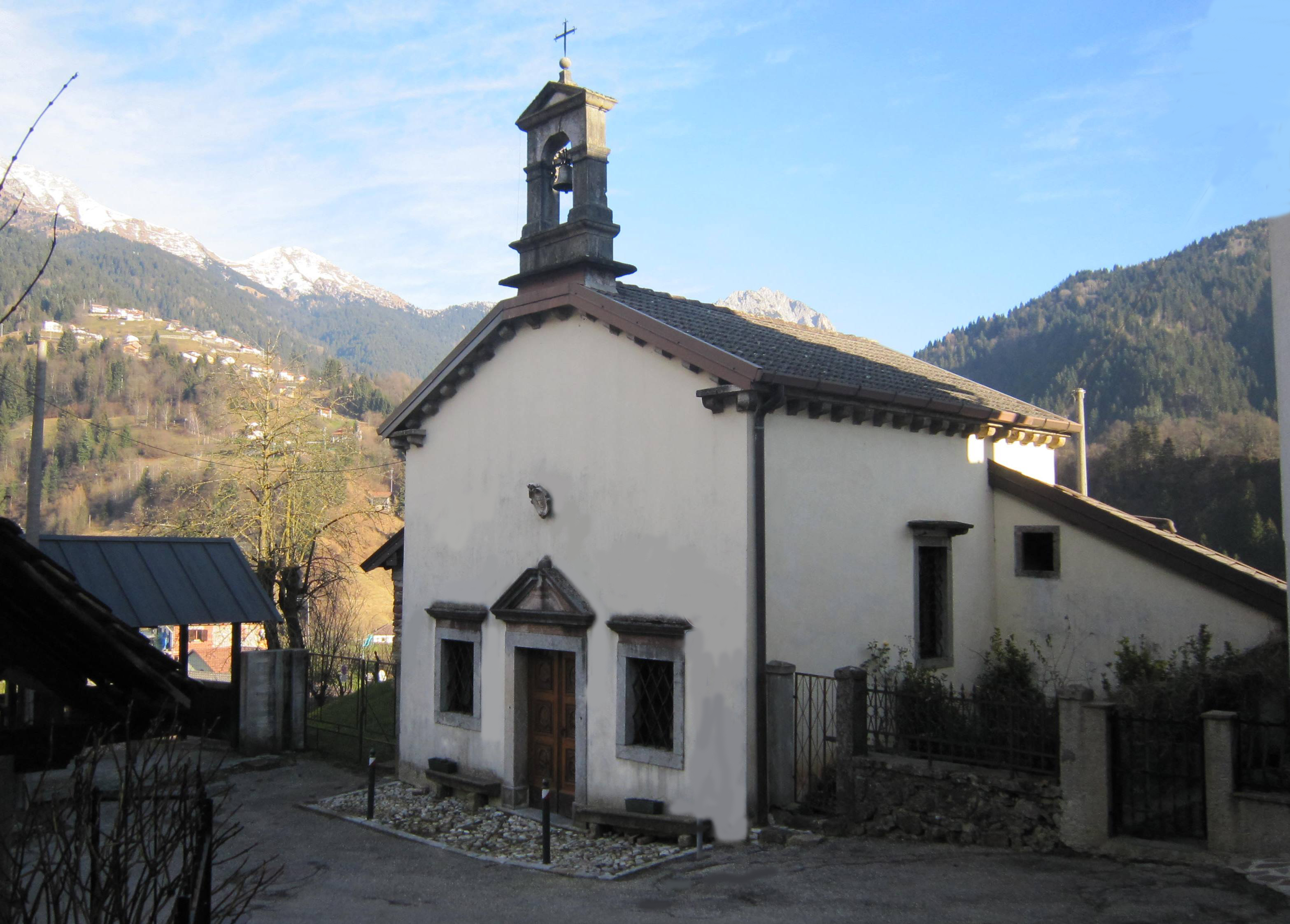
Cappella SS. Fabiano e Sebastiano

- Chiesa parrocchiale di Santa Maria Maggiore, fondata intorno al 1300 circa ed affrescata nel XVI secolo da Giulio Urbanis di San Daniele del Friuli. La chiesa, ubicata a Dierico, accoglie un meraviglioso altare ligneo del 1522 realizzato da Antonio Tironi da Bergamo;
- Chiesa di San Giovanni Battista, costruita nel XV secolo e ristrutturata nel XVI. Presenta all'interno un altare dedicato alla Beata Vergine del Carmine, uno a San Giovanni Battista e una tela opera di pittore locale;
- Cappella SS. Fabiano e SebastianoChiesa parrocchiale di Santa Caterina d'Alessandria martire, eretta a Salino nel 1400 e ristrutturata nel 1849. Conserva un antico campanile medioevale e un altare del 1600 che raffigura la Madonna della cintura e i santi Agostino, Monica, Caterina, Floriano e Antonio abate;
- Chiesa di Sant'Antonio abate edificata nel 1674 su volere del nobile Tommaso Calice. Ora sconsacrata è di proprietà del comune di Paularo che la adibisce per ospitare mostre d'arte temporanee, esposizioni fotografiche, concerti musicali e corali;
- Cappella dei santi Fabiano e Sebastiano eretta nel 1688 a Villafuori su mandato della nobile famiglia dei Calice. Al suo interno presenta un settecentesco altare in marmi policromi sormontati da statue in pietra bianca raffiguranti Maria Assunta in cielo e i due santi a cui è dedicata. Da alcuni anni accoglie l'immagine lignea, di scultura altoatesina, della Beata Maria Vergine Addolorata donata alla comunità paularina dai reduci della prima guerra mondiale (1915-1918);
- Chiesa di San Pietro apostolo, costruita nel 1715 a Chiaulis, custodisce un'importante tela di San Pietro attribuita a Nicola Grassi;
- Sacello di Santa Maria di Loreto costruito nel 1745 a Villamezzo, già importante centro del "comune delle Tre Ville"; trattasi di un raro esempio di architettura a base ottagonale;
- Chiesa del Santissimo Redentore a Ravinis;
- Santuario di Maria SS. Ausiliatrice del Monte Castoia, costruito nel 1870 e in seguito ampliato. Custodisce degli affreschi del pittore Giacomo Monai di Nimis e sopra l'altare principale la leggendaria pietra con impressa l'immagine della Madonna con il Bambino Gesù in braccio nota come "Madone dal Clap" rinvenuta nel corso d'acqua che scorre accanto;

### Architetture civili

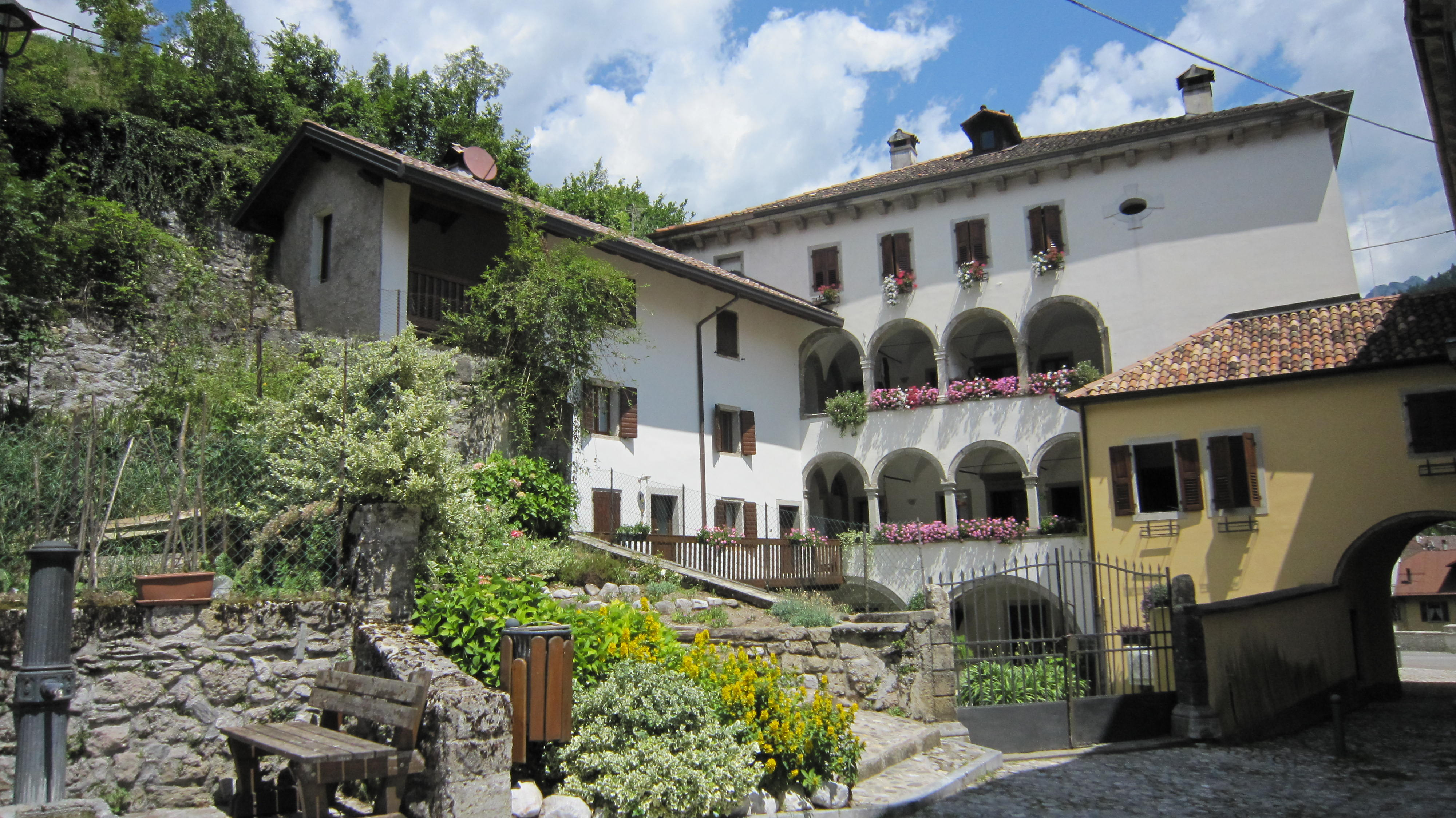
Palazzo Calice-Screm

- Palazzo Calice-ScremPalazzo Valesio-Calice, a Villafuori, edificato nel 1591 per opera di una famiglia veneziana, domina nella quasi totalità il capoluogo. Il singolare edificio è composto da due ali e disposto su un ampio cortile racchiuso da un muro di cinta merlato. Particolare e di notevole pregio il portale che riporta l'emblema della famiglia Valesio-Calice. Il palazzo è raggiungibile anche attraverso una storica e lunga gradinata detta "Cjamburjan". La famiglia che vi soggiornava apparteneva alla nobiltà veneziana con l'incarico anche di governo dei boschi per conto di Venezia;
- Palazzo Calice-Screm, costruito nel XVI secolo e considerato il prototipo della casa carnica;
- Palazzo Morocutti, edificato nel 1631 a Trelli, rappresenta uno dei pochissimi edifici antichi carnici presenti nella frazione;
- Palazzo Tommaso Calice, costruito nel 1674 da Tommaso Calice anno in cui ottenne per motivi militari anche il titolo di Barone. L'infrastruttura è sede della locale Canonica;
- Palazzo Scala, edificato nel XVII secolo. È stato completamente ristrutturato dopo l'incendio che ebbe luogo la notte di Natale del 1709, quando Villamezzo andò in fiamme. Le sue origini risalgono probabilmente al 1500, almeno stando ai suoi caratteri architettonici: la bifora centrale e il portale, infatti, rimandano allo stile Luigi XIII. Ospita oggi un museo di antichi strumenti musicali denominato "la Mozartina" e curato dal maestro prof. Giovanni Canciani di cui è il titolare;Un'ala di Palazzo Valesio-Calice

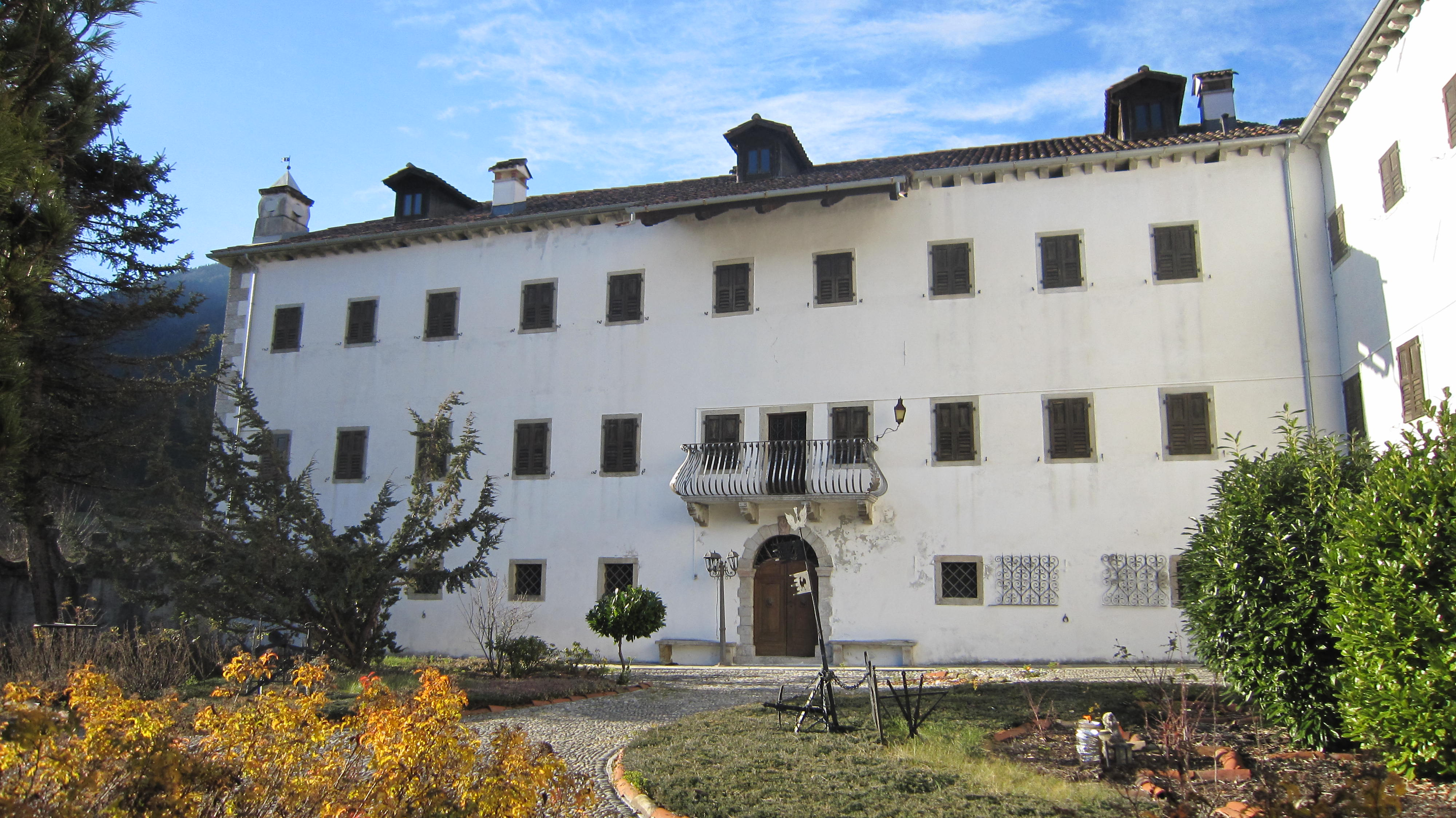
Un'ala di Palazzo Valesio-Calice

- Palazzo Linussio-Fabiani, risale alla metà del XVII secolo. Fu la dimora di Jacopo Linussio e della sua famiglia e ospitò numerosi personaggi illustri del tempo tra i quali: il poeta Giosuè Carducci (1835-1907): poeta e scrittore italiano, vincitore di premio nobel per la letteratura (1906); la poetessa Caterina Percoto, l'architetto e matematico Giovanni Battista Bassi, Wolf e Arboit;
- Palazzo Tarussio (Côrt di Tarùsc) da ammirare a Villamezzo e presente in loco fin dal 1737. Una rappresentazione tipica di abitazione carnica del secolo con all'interno alcune opere lignee del maestro Giacomo Sbrizzai ed altri intagliatori del legno della Valle di Paularo.

### Altri siti

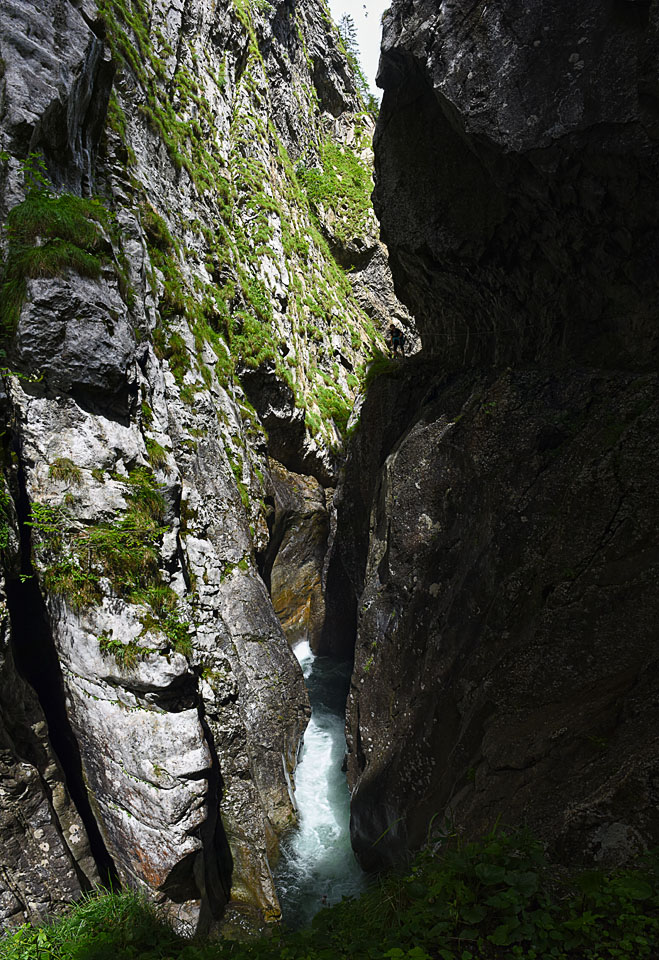
Las Calas

- Cippo confinario di Maria Teresa, n.15 del 1772, delimitava il confine tra la Repubblica di Venezia e l'Impero Austriaco: su un lato è impresso il Leone di San Marco, sull'altro lo stemma del ducato di Carinzia, casa regnante d'Austria. Il Cippo è riconducibile ad una successiva definizione dei confini in quanto riporta su due lati la data del 1887 riferita alla confinazione legata all'annessione del Friuli all'Italia nel 1866;[14]
- Cascata di Salino, tra Salino e il borgo di Lambrugno, l'acqua scivola su rocce sedimentarie risalenti a 250 milioni di anni fa. La poetessa e scrittrice Caterina Percoto, che frequentemente trascorreva le vacanze in Incarojo, l'ha definita "una delle meraviglie della Carnia";
- Cascata "das Glîrs", tra Meledis e Valbertad, l'acqua percorre calcari siluriani variegati in cui prevalgono i colori rosati;
- Cascata "da Nasjä", tra Ravinis e malga Pizzul, un'altra cascata che scorre su rocce vulcaniche verdastre;

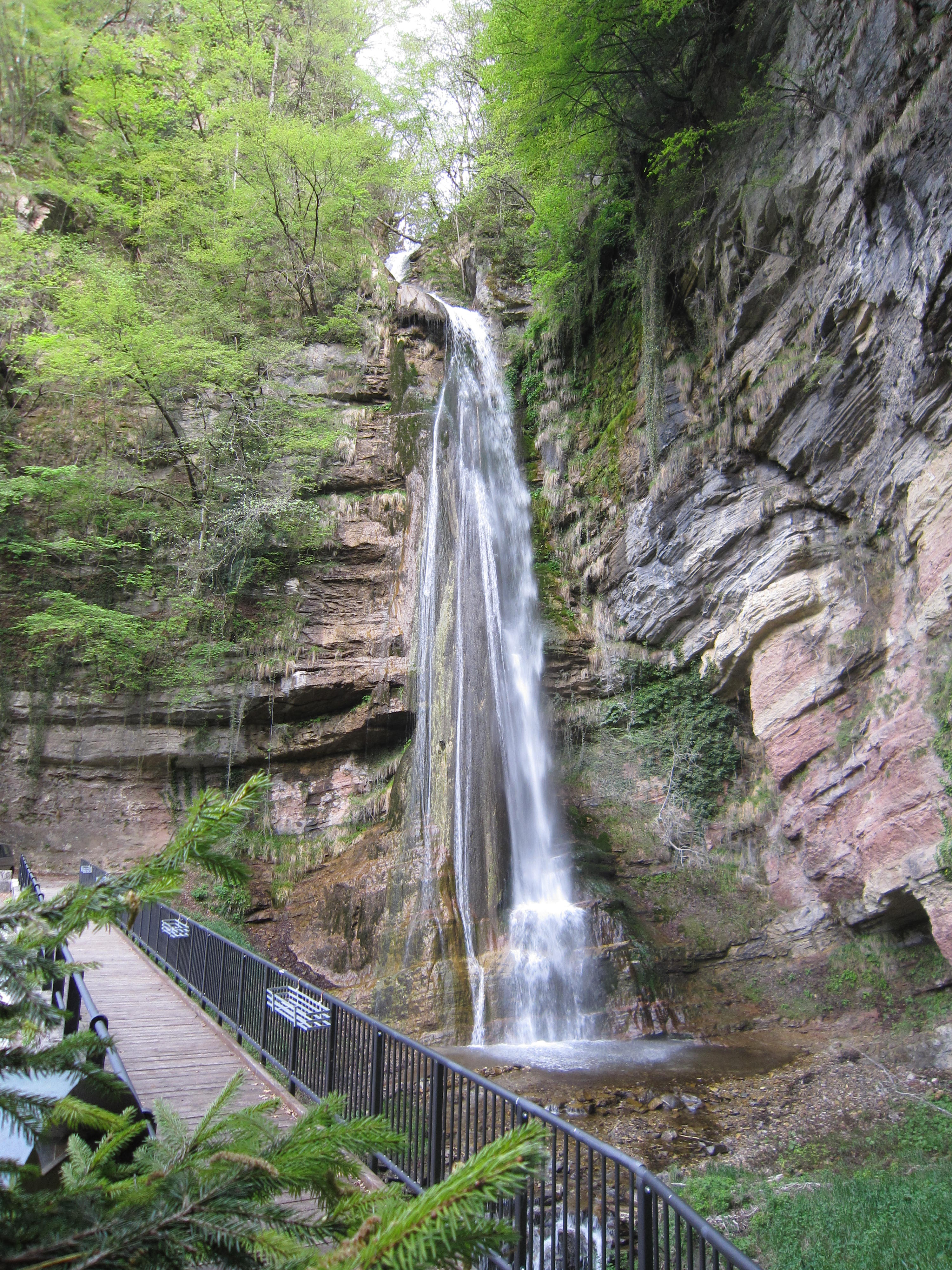
Tratto della Cascata di Salino

- Tratto della Cascata di SalinoForra "das Caläs", cavità originata dal Chiarsò in Ramaz avente una profondità di un centinaio di metri e larghezza da due a cinque metri, il corso d'acqua forma dei pozzi profondi e ribollenti. in corrispondenza della forra è stato realizzato un sentiero che permette di percorrere senza difficoltà il tratto impervio del fondovalle e di osservare da vicino un interessante esempio di erosione fluviale su rocce calcaree delle Alpi Carniche. Era il terrore dei boscaioli che rischiavano la vita durante la "menade" ossia il trasporto del legname a valle agevolato dalla spinta dell'acqua del torrente;
- Borgo Cjavec (Borc di Cjaveç o Borgùt), uno dei borghi più belli e antichi del capoluogo ubicato in prossimità di Palazzo Fabiani. Tra gli edifici del complesso spicca "casa Del Negro" (in dal Barbä Gjulio) custode di un antico torchio per la produzione del sidro di pere di qualità "martins" e di mele paularine;
- Necropoli Preromana a Misincinis, nel corso di una serie di scavi effettuati tra il 1996 e il 1999 presso un'abitazione privata della frazione, vennero alla luce particolari strumenti di natura storica che a seguito di esami condotti dalla soprintendenza per i BAAAAS del Friuli-Venezia Giulia hanno permesso di individuare per la prima volta in Carnia una necropoli preromana costituita, allo stato attuale della ricerca, da 145 tombe ad incinerazione sovrapposte le une alle altre presentando differenze sensibili sia per quanto riguarda il rituale che per le caratteristiche del corredo. Il materiale raccolto, più di 800 pezzi, è costituito da oggetti di ornamento e abbigliamento come fibule, spilloni, ganci di cintura e pendagli. È stata rinvenuta anche una punta di giavellotto ed un puntale di lancia oggetti, forse, appartenuti ad un defunto;
- Fonte idrosolforosa, o pudia, zona Aonêš, a un km circa prima dell'ingresso nel capoluogo, sgorga abbondante dalla sorgente l'acqua pudia nota per le sue proprietà terapeutiche;
- Fonte idroferruginosa, a Rufòsc oltre Misincinis, nota sorgente di acqua immersa nel verde dei boschi che caratterizzano la Valle d'Incarojo. Per l'elevato contenuto di ferro tinge le rocce di un'evidente tinta ruggine; è conosciuta come acqua di ferro (aghe di fiêr);
- Abies Alba Miller: dal latino abete bianco, è un esemplare dalle caratteristiche insolite per questa specie di albero ed è stato censito tra i monumenti naturali della regione autonoma Friuli-Venezia Giulia (LR 9/2007 art.81). Il tronco, al quale è stato attribuito l'esotico nome di "La Palmä", si divide a pochi metri dal suolo in sei fusti, il maggiore dei quali raggiunge l'altezza di 35 metri e una circonferenza di 3,80 metri ed un'età di 170 anni circa. È possibile ammirarlo nel bosco di Zermula sulla strada che da Paularo conduce a Passo Cason di Lanza;[15]

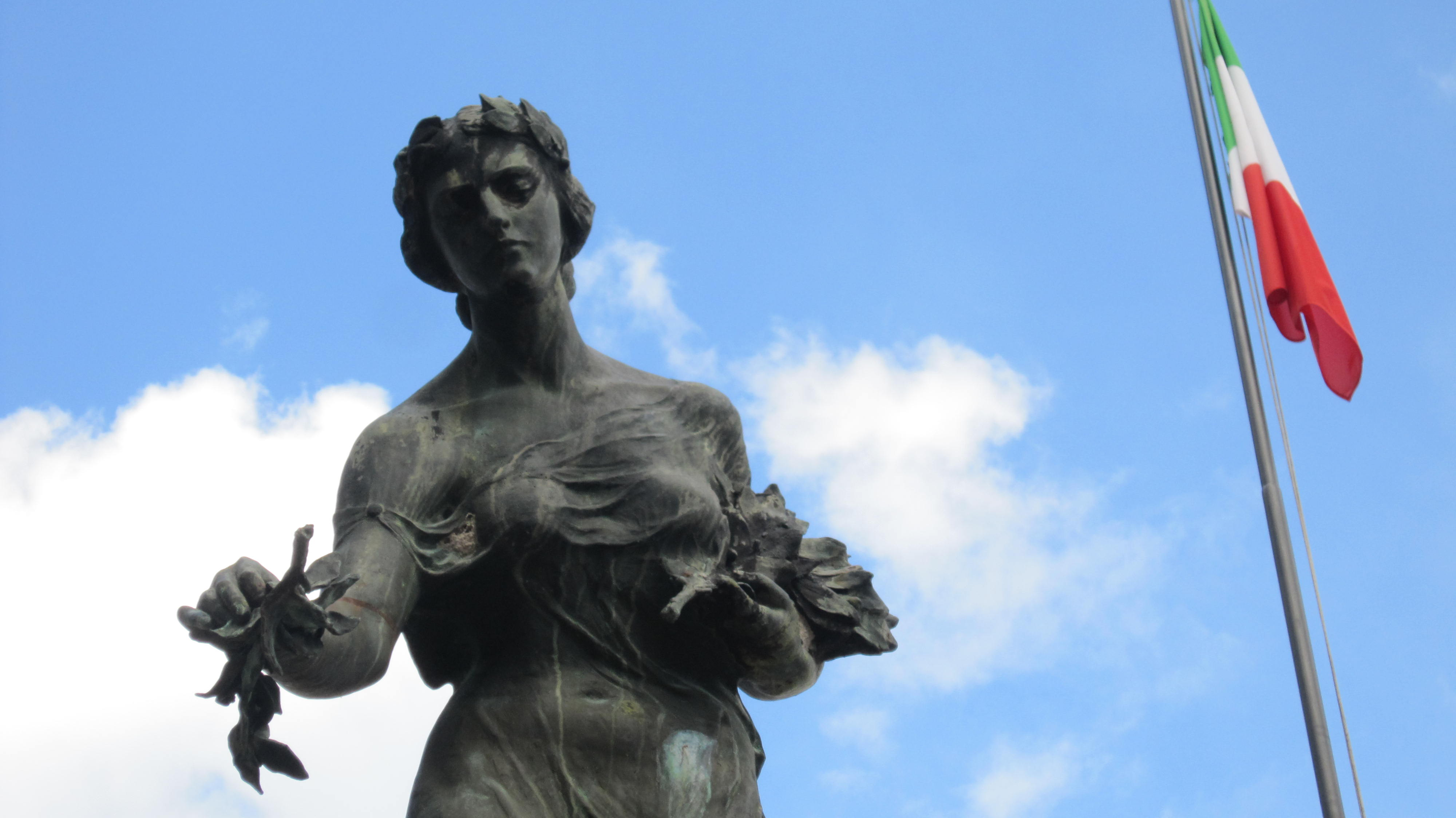
La "Gloria" nel monumento ai Caduti di tutte le Guerre eretto nel capoluogo

- La "Gloria" nel monumento ai Caduti di tutte le Guerre eretto nel capoluogotre croci in vetta: è il numero di croci in ferro collocate su altrettante cime che coronano la Valle d'Incaroio. Raggiungibili tramite sentieri segnalati sfrecciano rispettivamente sui monti Sernio, Zermula e Tersadia;
- Grotta di Attila: cavità che si incontra tra Lanza e Sella Val Doce (sentiero 458) in prossimità del valico austriaco. L'ingresso è alto 4 metri e la cavità si estende per 400 metri con un dislivello di 30 metri; per un tratto può essere percorso in posizione eretta. Si tratta di una grotta carsica drenante in profondità le acque che circolano nella torbiera. Una delle molte leggende che circolano da secoli sul sito è che l'interno conservi un tesoro, non ancora rinvenuto, nascosto da Attila.

### Piazze
Le principali:
- piazza Bernardino Nascimbeni, al centro del capoluogo, nella quale ha sede il palazzo del Municipio con gli altri organi amministrativi del comune; l'ufficio postale e la farmacia;
- piazza Julia: accoglie il complesso monumentale realizzato da Giobatta Segalla in memoria di tutti i Caduti e dispersi, militari e civili di Paularo, nei conflitti bellici avvenuti nel 1911/1912 - 1935/1936 - 1940/1945;
- piazza IV Novembre: in prossimità del ponte centrale che conduce in piazza Julia, su questa piazza si affaccia palazzo Linussio-Fabiani.Palazzo Linussio-Fabiani, residenza di Jacopo Linussio. Vi soggiornò il poeta Giosuè Carducci

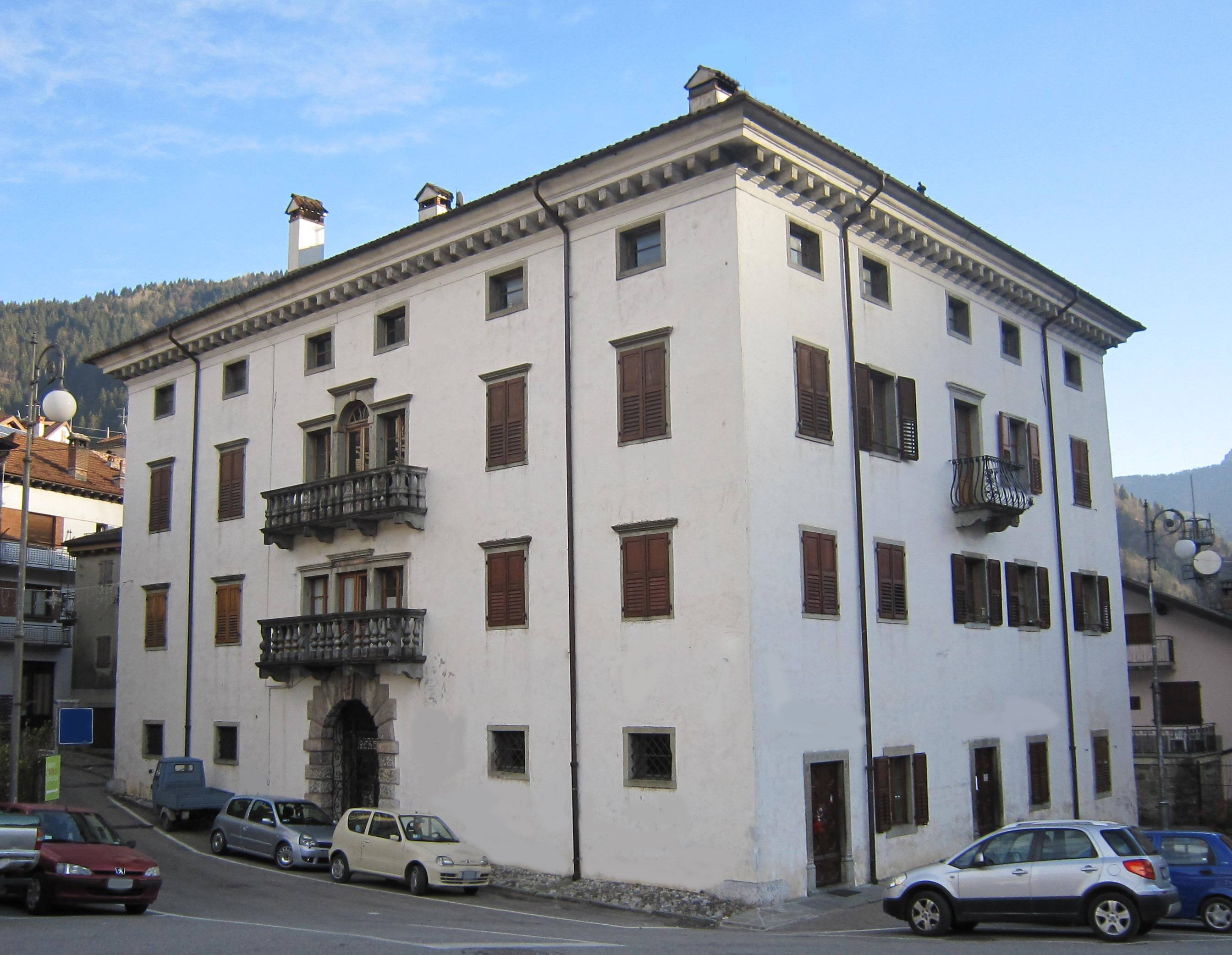
Palazzo Linussio-Fabiani, residenza di Jacopo Linussio. Vi soggiornò il poeta Giosuè Carducci

## Società

### Evoluzione demografica
Abitanti censiti

### Lingue e dialetti

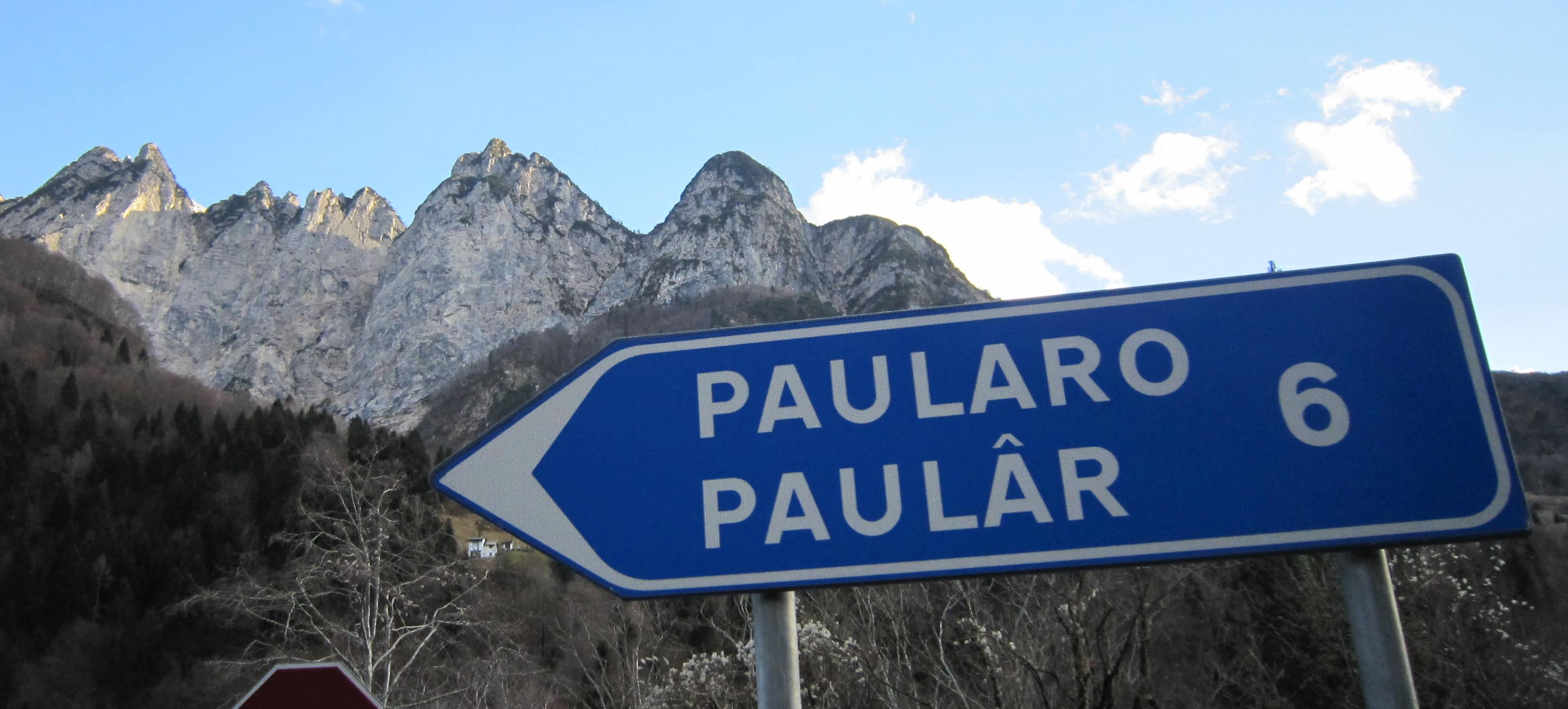
Pannello stradale bilingue

A Paularo, accanto alla lingua italiana, la popolazione utilizza la lingua friulana. Ai sensi della deliberazione n. 2680 del 3 agosto 2001 della Giunta della Regione autonoma Friuli-Venezia Giulia, il Comune è inserito nell'ambito territoriale di tutela della lingua friulana ai fini della applicazione della legge 482/99, della legge regionale 15/96 e della legge regionale 29/2007.
La lingua friulana che si parla a Paularo rientra fra le varianti appartenenti al friulano carnico.
È d'uso corrente la conversazione in dialetto carnico (cjargnèl), mentre l'italiano viene parlato solo nelle occasioni formali. La Valle presenta ulteriori varianti linguistiche: a Lovea, Valle e Rivalpo (frazioni del comune di Arta Terme), si parla un dialetto carnico con le vocali lunghe e strette (mangjeet, steet, ecc.); Salino è caratterizzato da una cadenza particolare e calma; a Dierico vige la "erre" pronunciata alla tedesca con una "e" aggiunta alla fine di buona parte delle parole terminanti in a chiusa; Paularo e le restanti frazioni presentano, oltre alla già citata "erre", una particolare desinenza (normalmente trascritta con il simbolo ä) per i vocaboli terminanti in "e" nel friulano standard, la quale si manifesta con un suono a metà tra "a" ed "e". Inoltre, da Dierico in su, va sottolineata la totale perdita della "t" nel participio passato dei verbi (a sei/ai stâ, ai iudû, ecc.).

### Istituzioni, enti e associazioni
- caserma dell'Esercito Italiano "caporale maggiore Medaglia d'Oro al Valor Militare" Olivo Maronese, via Piave n.44. Ha accolto: la 10ª Compagnia del Battaglione Alpini "Mondovì", la 9ª Batteria del Gruppo Artiglieria da Montagna "Pinerolo" e la 278ª Compagnia "Val Tagliamento" delle Truppe Carnia-Cadore di San Daniele del Friuli, tutte con militari del corpo degli Alpini e i loro fedelissimi e indispensabili Muli;
- caserma dell'Esercito Italiano, via Roma n.60, già sede di comando militare con uffici e alloggi per ufficiali degli alpini.

## Cultura

### Biblioteche

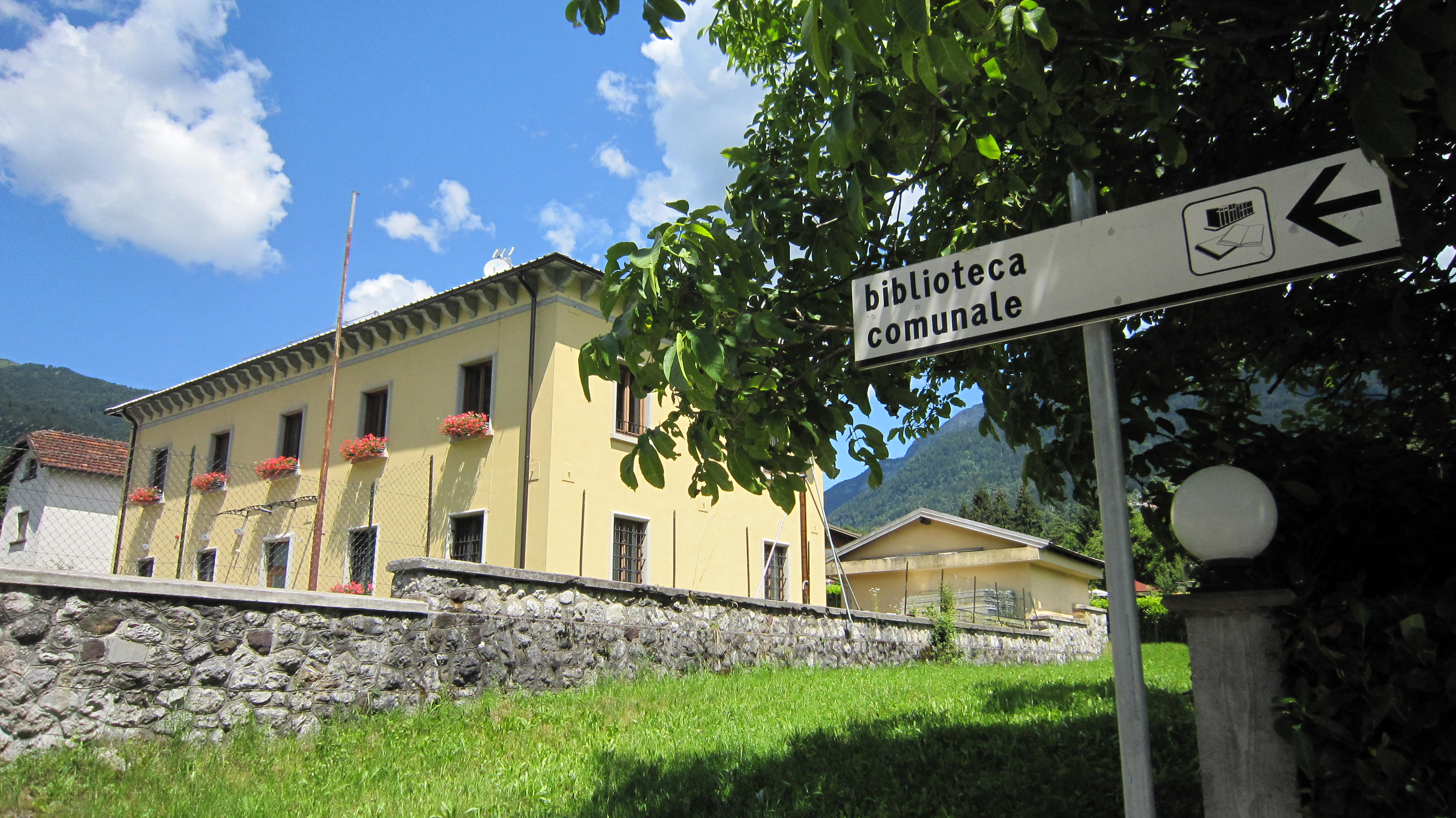
Sede biblioteca comunale

- Biblioteca comunale pubblica "Antonio Sartori". Oltre 6000 volumi censiti e di libera consultazione, distinti per libri di prestito, di consultazione, per ragazzi e di fondo locale.

### Scuole
Nel comune sono presenti una scuola paritaria dell'infanzia, una scuola statale primaria e secondaria di primo grado.
Fino agli anni '90 erano attive scuole primarie anche a Dierico (istituita nel 1867), Ravinis (operativa dal 1926), Salino (aperta nel 1927) e Chiaulis (nel 1947), poi accorpate a quella del capoluogo intitolata a Giovanni Battista Bassi inaugurata nel 1823.

### Musei

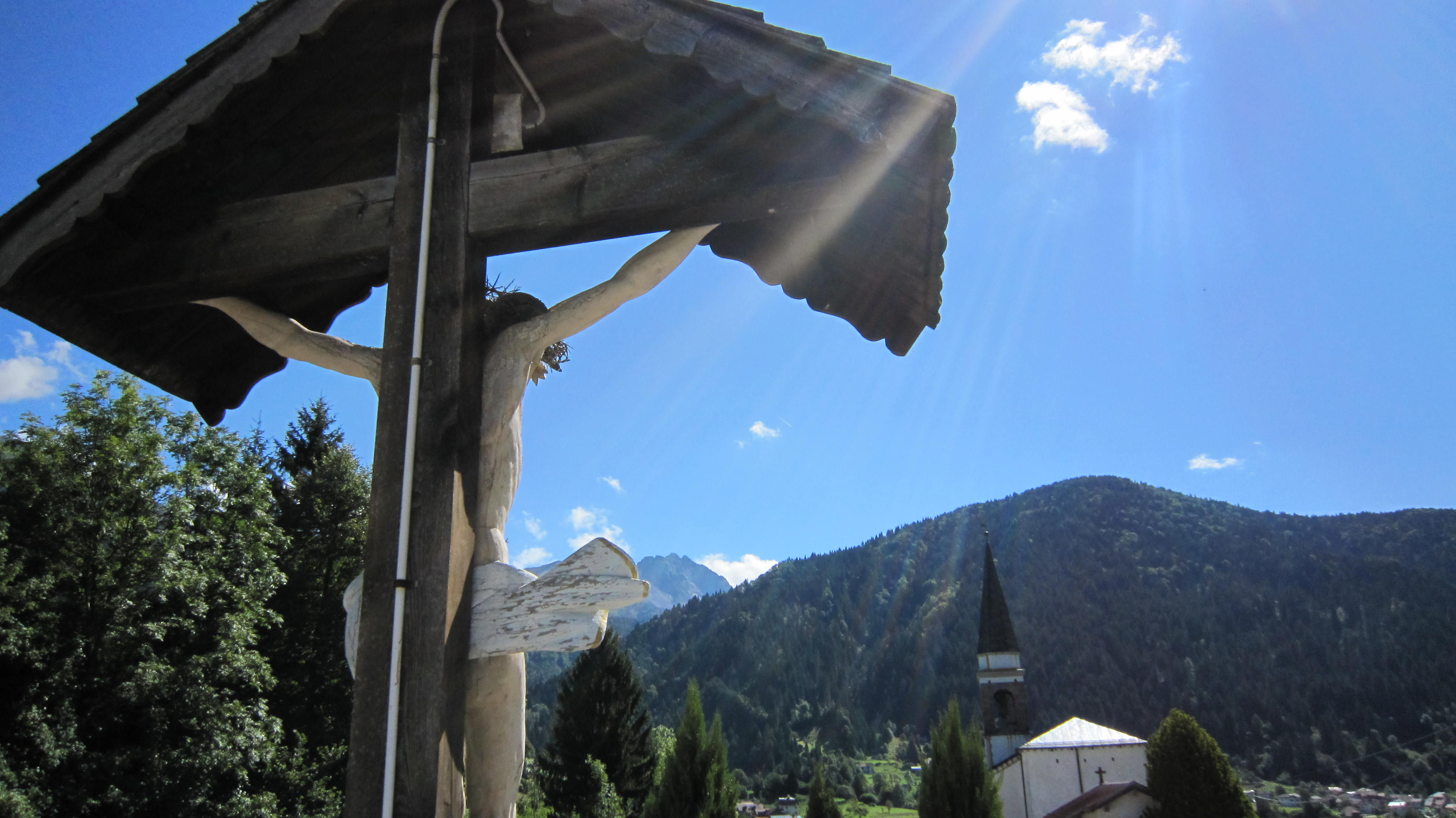
Particolare da San Vito

- La Mozartina, museo privato del maestro prof. Giovanni Canciani, natio del posto, ospitato nel palazzo settecentesco "Scala". Il percorso espositivo si dipana lungo varie sale a tema: "sala dell'organo Testa" rappresenta una sintesi di tutti gli strumenti a tastiera. Vi sono infatti il clavicembalo, il pianoforte e delle cetre ma soprattutto l'organo Testa, del 1650, si tratta di uno strumento detto "ad ala" per via della disposizione delle 320 canne che ricordano due ali di uccello chiuse. Si dice sia appartenuto alla Regina Cristina di Svezia che lo regalò al Cardinale Ottoboni, futuro Papa Alessandro VIII e che anche Haendel e Scarlatti lo abbiano suonato;[20] "sala carnica" con un raro pianoforte da tavolo Kaeferle dell'Ottocento, strumento spesso usato dagli operisti e progettato secondo gli schemi del fisico tedesco Helmholtz. Al piano superiore nella "sala dei concerti" si incontra un pianoforte Lipp, la cui storia sfuma nella leggenda, due armonium e una vasta raccolta di pianete del Seicento e Settecento; "stanza del compositore" si trova un pianoforte Erard, la marca preferita da Beethoven; "sala del Genovesino" caratterizzata da due dipinti del Cinquecento: la Natività, attribuita a Luigi Miradori, detto il genovesino, e il dipinto di Gioacchino Asseretto. Alle pareti sono appesi strumenti dell'Ottocento tra i quali anche alcuni di provenienza nepalese. Stampe e manoscritti di notevole rilievo arricchiscono l'intera collezione.[21]
- Ecomuseo, allestito nel complesso di Sant'Antonio abate, costruito nel capoluogo alla fine del 1600, propone, permanentemente immagini fotografiche delle evidenze più significative del territorio sotto l'aspetto naturalistico, delle tradizioni e delle professioni di ieri e di oggi. I lavori fotografici illustrano: "i menaus" (boscaioli del tempo), "il scalpelin", "il purcitar", "il mulinar", "il stali e il cjot", "la Femenate", "il carnevale artistico di Ravinis". Nella Valle sono inoltre visibili, seguendo un preciso percorso: il "Mulino ad acqua" a Salino; la “Teleferica” costruita diversi anni fa e tutt'oggi funzionante nel capoluogo, e, a Villamezzo, l'esposizione dell'"attività del boscaiolo" oggi operatore forestale, allestita nella sede della locale Stazione del Corpo Forestale Regionale del Friuli-Venezia Giulia. L'Ecomuseo è aperto al pubblico il primo week-and di ogni mese.

### Media

#### Radio
- Radio Paularo (trasmette dal capoluogo, in dialetto paularino e in lingua italiana)
- RTS-Radio Trelli Stereo (non più in attività, trasmetteva da Trelli in lingua italiana)
- RTP Radio Paulâr (non più in attività, trasmetteva da Villafuori in dialetto paularino)
- Radio M (non più in attività, trasmetteva da Misincinis in lingua italiana)

#### Tv
RTP TelePaulâr, ha cessato le trasmissioni, unitamente alla sorella Radio Paulâr con l'entrata in vigore della "legge Mammì" che ha normato radicalmente negli anni '80/'90 l'intero sistema radiotelevisivo italiano.

### Cucina
La cucina è caratterizzata da piatti sostanziosi come la polenta, le minestre e i minestroni, i prodotti derivanti dalla macellazione del suino, il musetto, le frittate (soprattutto con le erbe della zona) e la selvaggina.
Tra le specialità, le più singolari sono:
- burbusjâ: polenta tenera ottenuta con burro, acqua e farina;

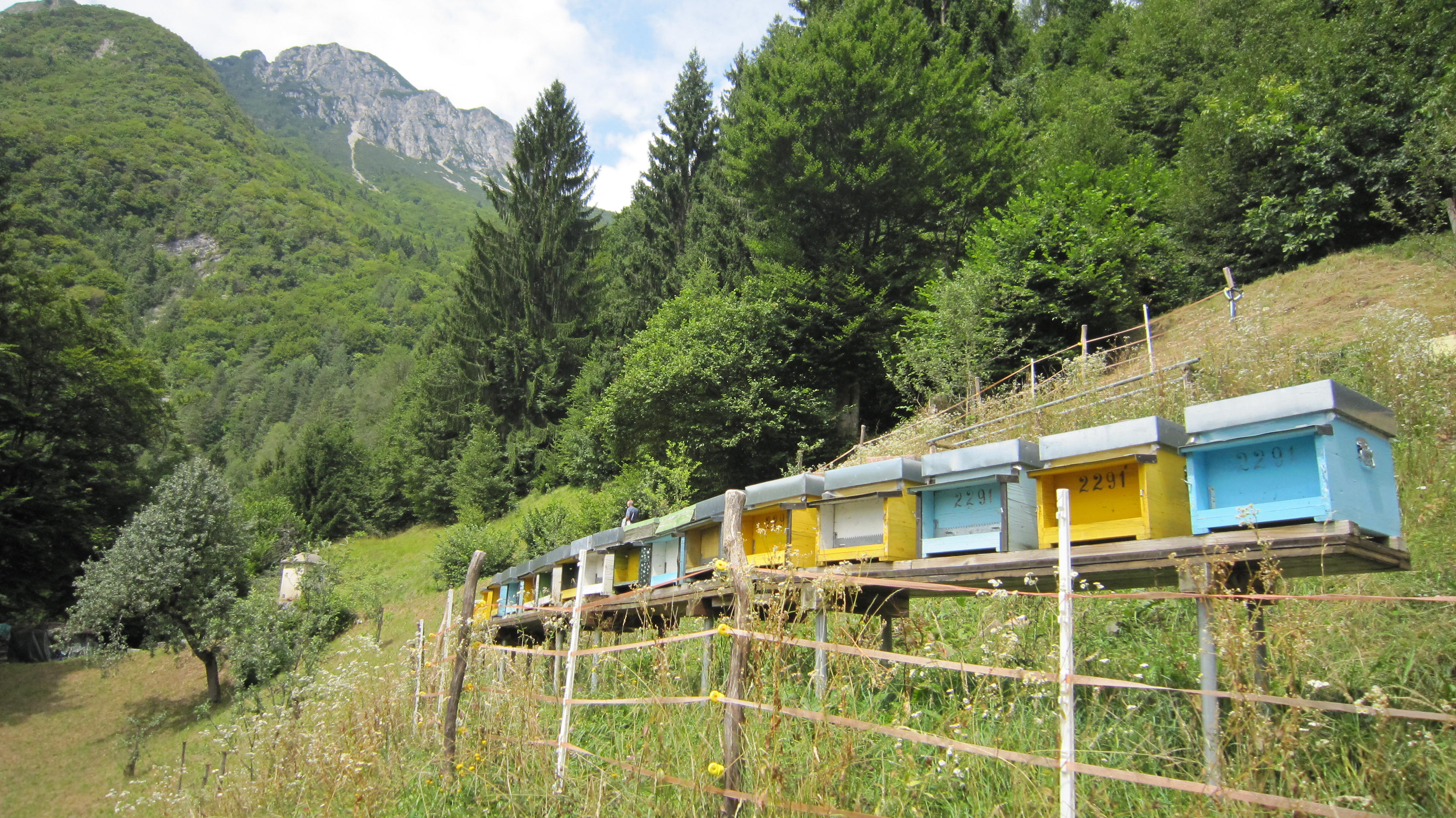
Angolo di apicoltura a Trelli

- Angolo di apicoltura a Trellicjaršôns: ravioli di pasta ripieni di ricotta, pangrattato, uvetta sultanina, cacao ed erbe varie, lessati e conditi con burro e ricotta affumicata. Una specialità che si è diffusa in tutta la Carnia;
- crâut e brovadä: cappucci e rape frantumati, bolliti e miscelati a carne suina affumicata;
- frîco, noto ormai in tutta la regione friulana, ottenuto con patate miscelate a formaggio locale: Viene abbinato alla polenta con farina di mais cucinata all'interno del cjalderuč in ghisa. Il frico, un tempo, era specialità quasi giornaliera;
- šterz: farina di mais arrostita e ridotta a gnocchi da immergere nel caffellatte;
- sopäs: fette di pane dorato affogate nell'uovo sbattuto oppure nel vino brulè;
- polentä (polenta) cucinata con farina di granturco coltivato nella Valle, era il piatto principale della dieta della maggior parte delle famiglie paularine per almeno cento anni, dalla metà dell'Ottocento alla seconda guerra mondiale.

## Geografia antropica

### Frazioni

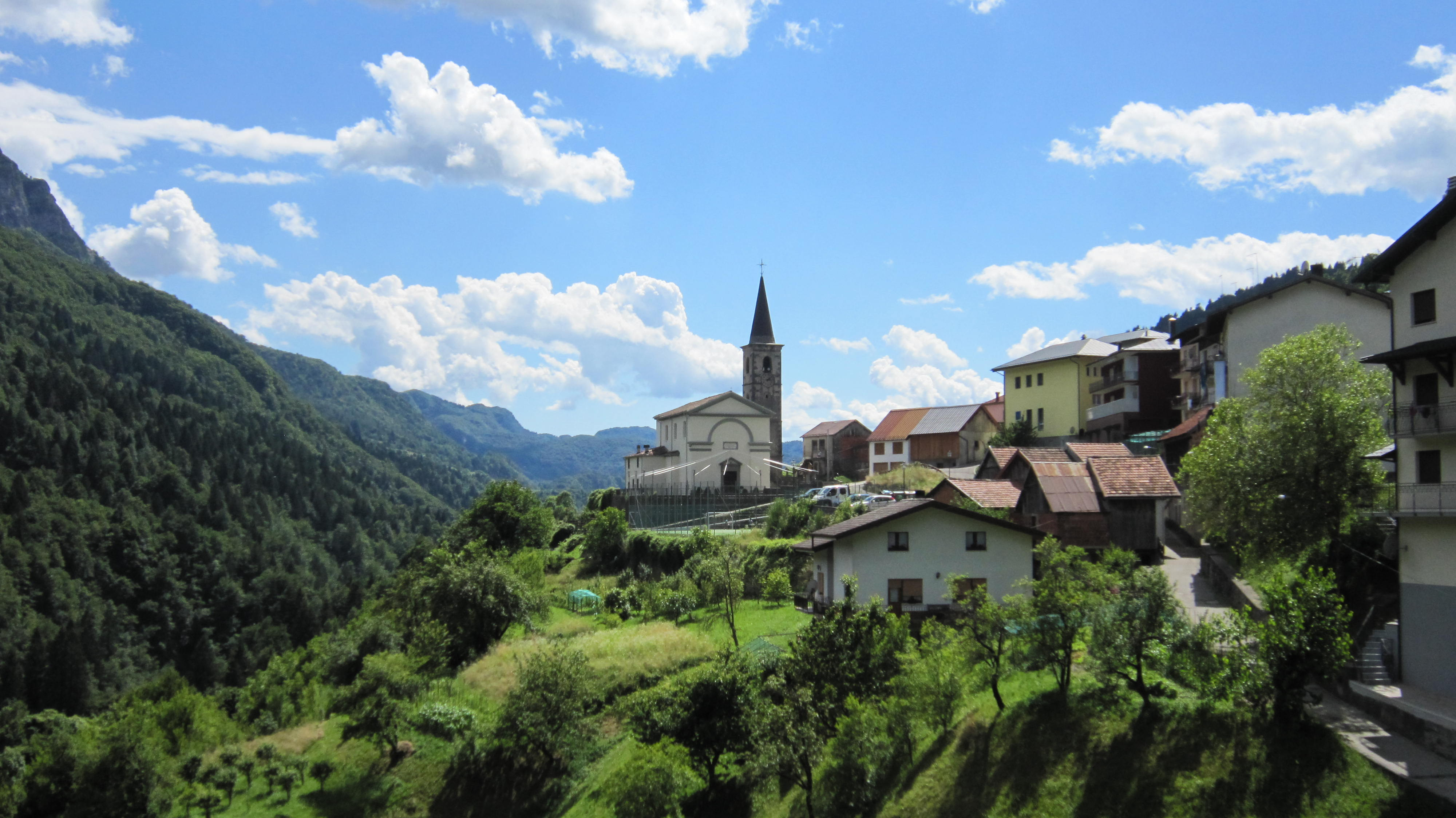
Salino con la chiesa parrocchiale

- Salino con la chiesa parrocchialeCasaso (Cjasâs), a 675 m s.l.m., alla destra orografica del torrente, su un terrazzo alla periferia del capoluogo. Detto il paese dei "Cençä lunä", poiché posto in una posizione tale da non consentire la vista della luna al suo sorgere;
- Chiaulis (Cjauläs), a 610 m s.l.m., alla destra orografica del torrente Chiarsò; costituisce il borgo più meridionale della Valle, alle falde del monte Tersadia (1959 m), tra il Rio Molini e Trelli;
- Dierico (Gjeri) , a 676 m s.l.m., alla sinistra orografica del torrente ai piedi dell'imponente monte Sernio. Anticamente costituiva un comune a sé stante;
- Misincinis (Misincinäs), a 715 m s.l.m., su un pendio ben esposto a sud lungo la strada che porta a passo Lanza e monte Pizzul.
- Ravinis (Ravinäs), a 855 m s.l.m., a mezzacosta del monte Zermula (2143 m) è costituito da due borghi ("di sorä" 905 m e "di sot" 810 m) che ormai si uniscono in seguito all'espansione delle abitazioni;

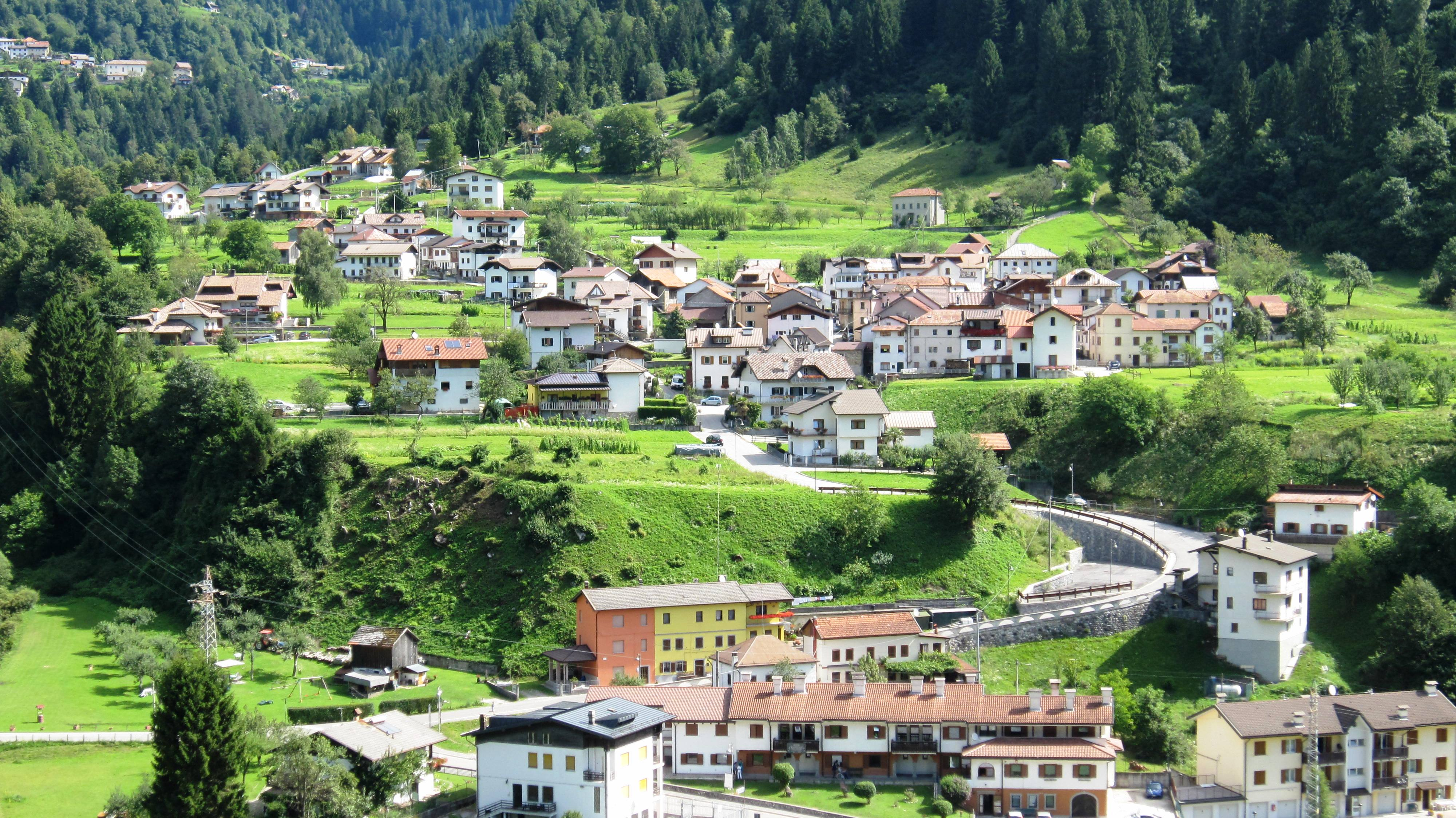
La Riviera di Casaso

- La Riviera di CasasoRio (Rù), sorge a 670 m s.l.m., si ha notizia fin dal 1327 come Villa de Riu d'Incarojo, prima di enuclearsi a Paularo costituiva frazione del "comune di Villamezzo";
- Salino (Salìn), a 653 m s.l.m., il nome deriverebbe dal latino Salina con significato di "sorgente salata" o "terreno ricco di sale, sterile". È formato dai borghi di Salino stesso, Lambrugno, Tavella e Castoia. Caro alla poetessa Caterina Percoto;
- Trelli (Trèli), a 775 m s.l.m., sulla destra orografica del torrente Chiarsò, alle falde del monte Tersadia (1959 m). Se ne ha notizia a partire dal 1285 come Trieli;
- Villafuori (Vilä di Fûr), a 701 m s.l.m., alla destra orografica del torrente Chiarsò. Se ne ha notizia fin dal 1279 come Chasas de Incarojo;
- Villamezzo (Vilä di Mièç), a 690 m s.l.m., nota fin dal 1275 come Villa de medio. Per il moderno sviluppo edilizio forma un unico nucleo abitativo con Villafuori e Rio. Un tempo costituiva comune a sé stante con Villafuori, Rio, Misinicinis e Cogliàt.

### Borghi
- Cogliat (Cogliàt), a 740 m s.l.m., sulla sinistra orografica del torrente Chiarsò, ultimo abitato a nord del Comune sito sulla strada che conduce a Passo Lanza;
- Nisola (Nîsulä), a 665 m s.l.m., collocato di fronte a Rio (Rù);
- San Vito (San Vî) a 736 m s.l.m., ubicato a monte della Chiesa Parrocchiale lungo l'arteria stradale che porta verso il Duron e la Val Pontaiba.

## Infrastrutture e trasporti

### Strade

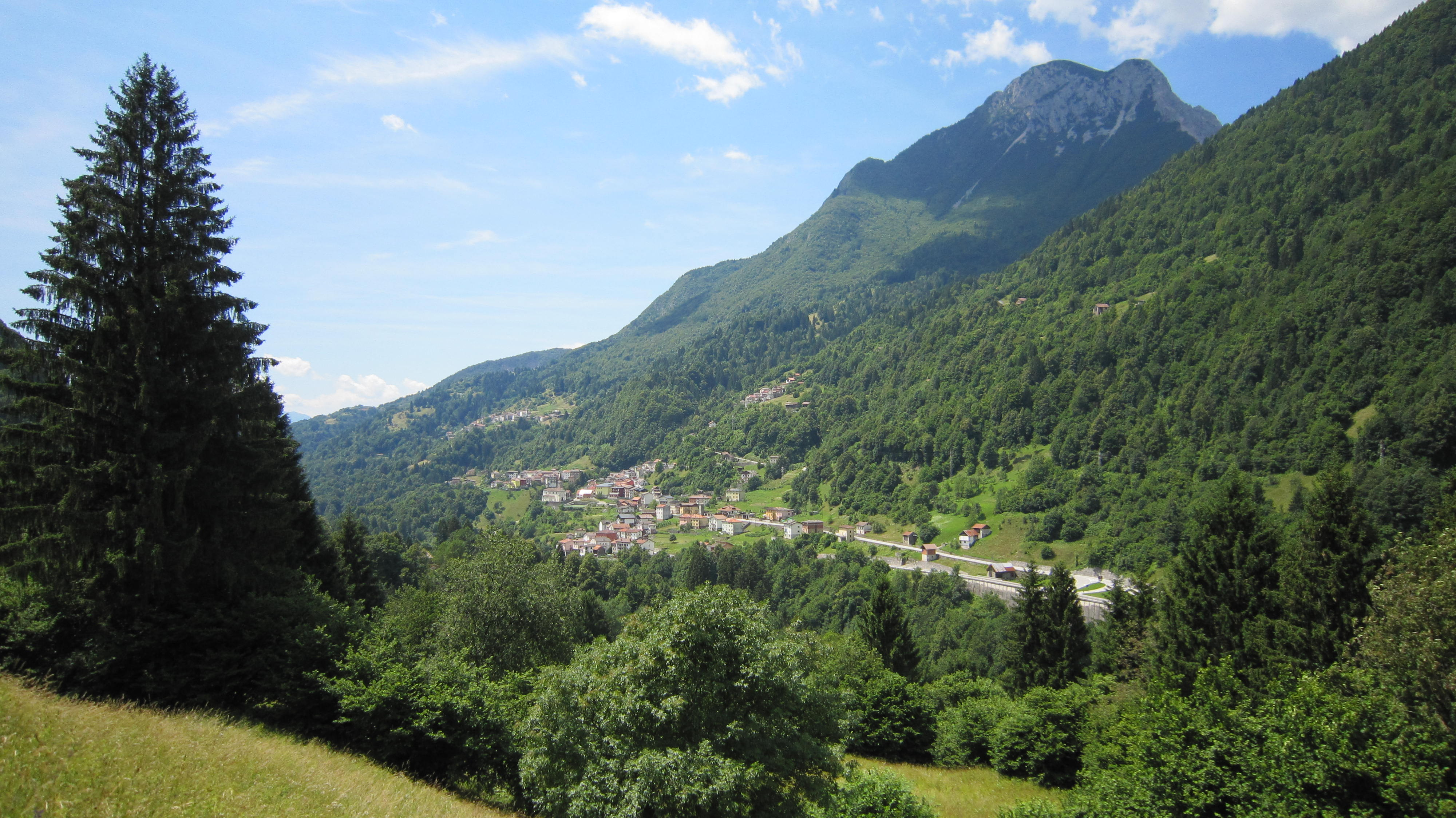
Salino, i suoi borghi e Trelli

Paularo, pur confinando con territorio austriaco, non dispone di una rete stradale internazionale. Le vie di comunicazione ordinarie sono:
- strada provinciale 23 Cedarchis - Paularo
- strada provinciale 40 Arta Terme - Trelli - Salino - Paularo
- strada provinciale 24 Paluzza - Treppo Ligosullo - Paularo
- strada secondaria Pontebba - Passo Lanza - Paularo

### Mobilità urbana
I trasporti urbani e interurbani di Paularo vengono svolti con autoservizi di linea gestiti da SAF

## Amministrazione

### Sindaci
- Marco Clama (2021- attuale)
- Daniele Di Gleria (2016-2021)
- Ottorino Faleschini (2011-2016)
- Maurizio Vuerli (2006-2011)
- Sergio Tiepolo (1999-2005)
- Mario Revelant (1995-1999)
- Giovanni Canciani (1990-1993)
- Alessandro Plozner (1980-1990)
- Pietro Fabiani (1975-1980)
- Giacomo Tarussio (1975-1975)
- Rino Screm (1951-1963)
- Giovanni Battista Del Negro (1946-1951)
- Egidio Dereani (1945-1946)
- Gino Sbrizzai (1945-1945)
- Egidio Screm (1925-1933)
- Giovanni Fabiani (1917-1918)
- Francesco S. De Franceschi (1914-1915)
- Leonardo Sbrizzai (1911-1914)
- Pietro Fabiani (1901-1906)
- Luigi Calice (1888-1910)
- Giovanni Sbrizzai (1874-1888)
- Antonio Fabiani (1871-1873)
- Daniele Lenassi (1865-1870)
- Giovanni Fabiani (1863-1865)

### Gemellaggi
- Sillingy, dal 2000
- Kirchbach, dal 2003
- Bucine, dal 2009

## Sport

### Eventi sportivi

#### Ciclismo - Giro d'Italia
- La 15ª tappa del 93º Giro d'Italia, il 23 maggio 2010 ha interessato la Valle percorrendo, dopo aver salutato il centro del capoluogo, l'inedito e impegnativo tratto del "Duron" (6,7 km con pendenza media del 10% e punte del 18%) in direzione del monte Zoncolan con provenienza da Mestre. Tappa vinta dall'italiano Ivan Basso;

- la 10ª tappa del 96º Giro d'Italia, il 14 maggio 2013 ha percorso la valle in tutta la sua estensione in direzione Cason di Lanza-Altopiano del Montasio. Tappa vinta dal colombiano Rigoberto Urán;[23]
- la 14ª tappa del 101º Giro d'Italia, il 19 maggio 2018 ha nuovamente interessato la Valle attraversando il capoluogo, dove è stato allestito il traguardo volante, per proseguire sul percorso del "Duron" (passo Duron a 1069 m s.l.m.) verso monte Zoncolan proveniente da San Vito al Tagliamento. La tappa, lunga 186 km, è stata vinta dall'inglese Chris Froome.[24]
- la 19ª tappa del 107º Giro d'Italia, il 24 maggio 2024 ha permesso ai ciclisti provenienti da Mortegliano di attraversare per la quarta volta in questo millennio la Val Chiarsò inerpicandosi sul "Duron" e scendere in direzione Sappada. La tappa è stata vinta dal veneto Andrea Vendrame.

La costruzione dell’arteria stradale del Duron risale al 1913 ed è stata resa camionabile tra il 1939 e il 1940. Di competenza provinciale dal 1960 (SP.24) essa fa da anello di congiunzione tra la strada provinciale Valle d'Incarojo di Paularo e la strada statale 53 bis monte Croce Carnico a Paluzza che conduce al confine con l'Austria. La rampa del Duron è ritenuta impegnativa nel campo della disciplina sportiva del ciclismo ed è nota per essere stata percorsa, in più edizioni, dal Giro d’Italia; apre - oltrepassati Treppo Ligosullo, Sutrio e Paluzza - al traguardo di tappa del monte Zoncolan.

#### Altri eventi
- L'11ª tappa del 12º Giro Rosa, Giro d'Italia Internazionale Femminile, il 13 luglio 2001 si è disputata nella Valle d'Incarojo ed è stata vinta dalla svizzera Nicole Brändli;[26]
- la cronoscalata "Trofeo Carnia in Mtbike", il 15 luglio 2012, si è disputata sul tratto Paularo centro-Malga Pizzul ed è stata vinta da Marco Del Misser;[27]
- la gara ciclistica in bike "Carnia Classic", il 28 agosto 2016, ha toccato Paularo percorrendo la ripida del Duron, proveniente da Tolmezzo per proseguire via Treppo Ligosullo per Cercivento, Ovaro, Zoncolan, Verzegnis e nuovamente Tolmezzo. Il percorso di 112 km ha raggiunto un dislivello di 2650 m;[28]
- la 2ª tappa del Giro del Friuli Venezia Giulia Juniores si è conclusa il 2 giugno 2017 a Paularo con partenza da Ovaro. Tappa di 95 km vinta dall'emiliano Luca Regalli, classe 1999;[29]
- il 30° SuperGiro delle Dolomiti, l'11 giugno 2017, ha toccato Paularo al 78º km dallo start avvenuto a Lienz (Austria), passando per Treppo Ligosullo-Lanzenpass-Pontebba-Nassfeldpass, con arrivo nella stessa città del Tirolo al 232º km;[30]
- il 31º Giro ciclistico delle Dolomiti, il 10 giugno 2018, è transitato nuovamente a Paularo al 78º km dallo start avvenuto a Lienz (Austra) alle ore 05:00, passando per Plokenpass, Treppo Ligosullo, Paularo, Lanzenpass, Pontebba e Nassfeldpass, con arrivo nella città di Lienz (Austria) alle ore 19:30. All'edizione del SuperGiroDolomiti 2018 hanno partecipato 1 200 ciclisti percorrendo 232 km con 5234 m di dislivello e tre passi in due Stati diversi (Austria e Italia). La corsa è stata vinta dall'austriaco Alban Lakata (classe 1976) seguito dall'italiano Stefano Cecchini (classe 1978);[31]
- il 4° Round del Campionato Italiano di Trial, curato dalla Federazione Motociclistica Italiana, si è svolto il 27 e 28 luglio 2019 sulle 12 zone, ripetute in due giri, dai 120 piloti partecipanti. Vincitore Luca Petrella.[32]

### Impianti sportivi
- campo di calcio comunale nel capoluogo;
- campo di calcio comunale "Nives Romano" alle porte di Dierico;
- campi da tennis, calcetto e pallavolo a Saletti;
- percorso di minigolf a Saletti;
- campo di bocce a Saletti;
- pista di pattinaggio a Saletti;
- area di volo con aliante o parapendio;
- pista da sci, discesa libera e slalom, a Sella Duron: attiva dai primi anni '70 a metà degli anni '80; era dotata di skilift con fabbricato e impianto completo di funi e illuminazione nottuna. L'infrastruttura era di proprietà privata poi assorbita dal locale comune e in seguito data in concessione. Per la costante diminuzione delle precipitazioni nevose e la concorrenza di identici impianti invernali contermini (Zoncolan, Sella Nevea, Castel Valdaier, Austria e Slovenia) il servizio sportivo è stato chiuso.[33]

### Società sportive
La società sportiva Velox Paularo opera nei settori:
- calcio: prima categoria, campionato carnico.
- sci alpino
- sci nordico
- corsa campestre
- marcia in montagna[34]